# Anguilla anguilla
L'anguilla o anguilla europea (Anguilla anguilla Linnaeus, 1758) è un pesce osseo marino e d'acqua dolce appartenente alla famiglia Anguillidae. Lo stadio giovanile, trasparente perché ancora privo di pigmentazione, prende il nome di cieca o cèca, mentre l'adulto di grandi dimensioni si chiama capitone. È un migratore catadromo facoltativo che trascorre la fase di maturazione e accrescimento in acque dolci o marine costiere per poi effettuare una lunghissima migrazione riproduttiva attraverso l'oceano Atlantico fino al mar dei Sargassi. Dopo la deposizione, i riproduttori muoiono. Le larve, dette leptocefali, affrontano la migrazione inversa per tornare in Europa, nel Mediterraneo e in Africa settentrionale, iniziando così un nuovo ciclo. La riproduzione dell'anguilla è stata avvolta dal mistero per lunghissimo tempo e ancora oggi diverse particolarità del ciclo vitale di questo animale restano sconosciute o quasi. Anguilla anguilla è una specie minacciata, classificata dalla IUCN come in pericolo critico di estinzione; si ritiene che le popolazioni siano diminuite di oltre il 90% nelle ultime tre generazioni. Prima di questo declino, l'anguilla era oggetto di fiorenti attività di pesca e itticoltura in tutto l'areale, che costituivano un'importante fonte di reddito per numerose comunità, soprattutto in zone lagunari o di estuario. La carne dell'anguilla è considerata ottima, anche se molto grassa, e si presta a numerose preparazioni. La specie è inserita nella tabella II della Convenzione sul commercio internazionale delle specie minacciate di estinzione, dunque il commercio è controllato e subordinato ad autorizzazione CITES. La pesca dell'anguilla è vietata in tutta la UE dal 2024.

## Distribuzione e habitat

### Areale
L'anguilla occupa un vasto areale che comprende tutti i fiumi europei tributari dell'oceano Atlantico, del mar Mediterraneo, del mare del Nord e del mar Baltico. Nell'Atlantico si trova a sud, lungo le coste e nei fiumi nordafricani, fino alle isole Canarie e al 25° parallelo. Popola anche le acque islandesi, dove è simpatrica con l'anguilla americana. Molto raramente può trovarsi nel mar Bianco e nel mare di Barents fino al fiume Pečora. Risulta piuttosto rara anche nel mar Nero, compresi i fiumi che vi sfociano fino al Kuban' e, attraverso i canali artificiali che lo collegano ai tributari del mar Nero, al Volga. È stata estesamente introdotta in altri Paesi, ad esempio in Asia, nel Centro e Sud America e nel mar Caspio, verosimilmente senza alcuna naturalizzazione. La riproduzione avviene in mare, ad alte profondità, nel mar dei Sargassi, nell'Atlantico occidentale.

### Habitat
L'anguilla ha una valenza ecologica estremamente ampia ed è potenzialmente in grado di colonizzare qualunque ambiente d'acqua dolce o salmastra che sia almeno temporaneamente in collegamento con il mare. Tra gli ambienti nei quali l'anguilla è presente si annoverano foci, lagune, paludi, stagni, laghi, canali e fiumi e torrenti di qualunque dimensione, dalla foce alla zona dei salmonidi, oltre alle acque marine e, durante la migrazione riproduttiva, oceaniche. In tutti gli ambienti che frequenta, l'anguilla mantiene sempre abitudini strettamente bentoniche. I maschi tipicamente hanno una minore tendenza a risalire negli ambienti dulcacquicoli rispetto agli individui femminili e si trattengono quasi sempre nelle foci o in lagune salmastre, sebbene alcuni studi riportino che la selezione dell'habitat è simile tra i due sessi. L'anguilla è eurialina, euriterma, in grado di tollerare ambienti con basse concentrazioni di ossigeno disciolto e ricchi di inquinanti. Individui della specie sono stati trovati nelle acque sotterranee di grotte e falde e in acque termali a circa 25 °C. Può perfino muoversi fuor d'acqua per colonizzare ambienti non collegati al reticolo idrografico o per ritornare al mare, purché in condizioni meteorologiche di elevata umidità. In mare è stata talvolta catturata fino a 1000 metri di profondità.

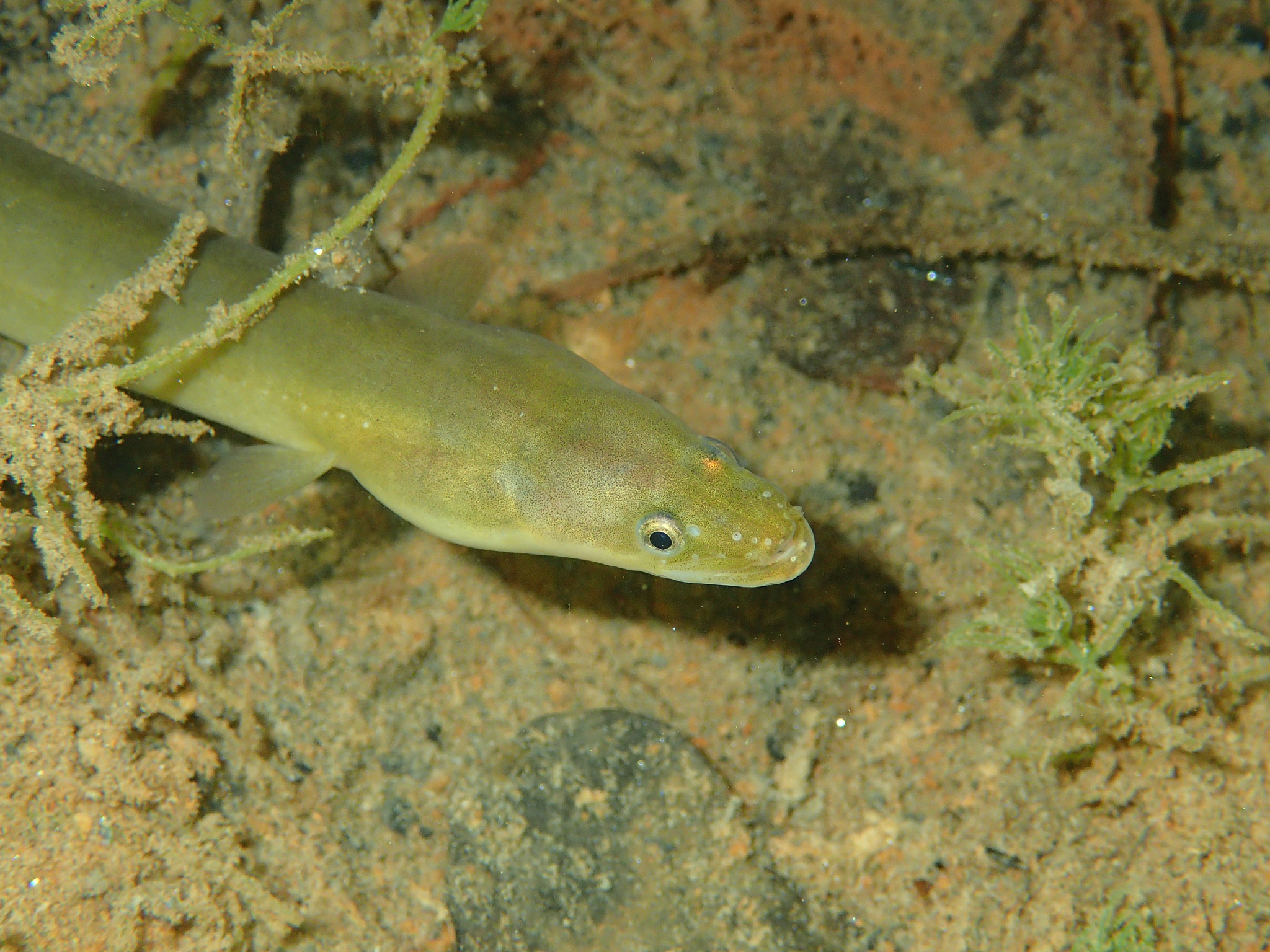
Anguilla gialla

Pur essendo un animale estremamente euriecio, ovvero adattabile ad ambienti diversi, l'anguilla presenta preferenze per determinati habitat. Studi effettuati in piccoli corsi d'acqua francesi mostrano che le anguille di minori dimensioni hanno una decisa preferenza per habitat a bassa profondità dell'acqua, con folta vegetazione, mentre gli individui di lunghezza superiore a 30 cm sono più frequenti in ambienti più profondi con minore copertura di macrofite. Come ambienti di riposo e di riparo nelle ore diurne sono preferite le zone rocciose, quelle con densa copertura di macrofite e le aree con fondo fangoso, mentre risultano poco idonei i fondali di sabbia o ghiaia. Nei laghi sembrano essere preferiti ambienti più profondi, dai quali le anguille si spostano a minori profondità durante la notte per nutrirsi.
Sebbene storicamente si ritenesse che A. anguilla fosse un migratore catadromo obbligato, a partire dagli anni 2000 sono emerse sempre maggiori prove che la migrazione in acqua dolce avviene soltanto per una parte degli individui, mentre un più o meno importante contingente svolge l'intero ciclo vitale fino alla migrazione riproduttiva in acque marine. La catadromia facoltativa pare sia estesa a tutto il genere Anguilla. Per le popolazioni del mar Baltico, bacino in cui una rilevante percentuale di individui non effettua la migrazione in acque dolci, si è ipotizzato che ciò avvenga a causa dell'oligotrofia dei fiumi a quelle latitudini, che consente un più lento accrescimento rispetto alle iperproduttive acque marine. Conclusioni simili si sono avute con studi in acque lagunari mediterranee, dove si è potuto osservare che la percentuale di anguille che permangono in acque lagunari o marine costiere è legata essenzialmente alla produttività di questi ambienti, piuttosto che alla loro salinità, confermando che la catadromia della specie è facoltativa e adottata in maniera opportunistica. Data la minore competitività, la maggior ricchezza di prede e il minor sforzo di pesca, si ritiene che la frazione di adulti che non penetrano in acque dolci raggiunga più frequentemente l'età di migrazione e che componga una frazione rilevante degli individui che riescono a raggiungere le zone riproduttive.

## Descrizione
L'anguilla ha il corpo molto allungato, serpentiforme, con sezione grossolanamente cilindrica nella parte anteriore e compresso lateralmente nella regione caudale. La pinna dorsale si unisce senza soluzione di continuità alle pinne caudale e anale, formando un'unica pinna impari mediana, che ha un'altezza maggiore nella parte posteriore. La pinna dorsale si origina posteriormente alle pinne pettorali, mentre sul lato ventrale la pinna mediana ha origine subito dopo l'ano, situato nella metà anteriore del corpo. Le pinne pettorali sono corte, arrotondata e contano da 8 a 14 raggi, mentre le pinne ventrali mancano completamente. La testa è allungata e schiacciata dorso-ventralmente, con una bocca ampia che termina sulla verticale dell'occhio, armata di piccoli denti conici. La mandibola è prominente e visibilmente più lunga della mascella; le labbra sono carnose. Gli occhi sono piccoli, rotondi e ben distanziati fra loro; si ingrandiscono negli individui prossimi alla migrazione riproduttiva. La narice anteriore è situata vicino all'estremità del muso, su un breve tubulo; la narice posteriore è posta di fronte all'occhio. L'apertura delle branchie è piccola e si trova appena davanti all'inserzione delle pinne pettorali. La linea laterale è presente e ben sviluppata. Le scaglie, contrariamente a quanto comunemente si crede, sono presenti: sono ovali, minuscole e profondamente infossate nella pelle, che risulta ricoperta da un abbondante strato di muco. Il numero di vertebre varia da 110 a 120.

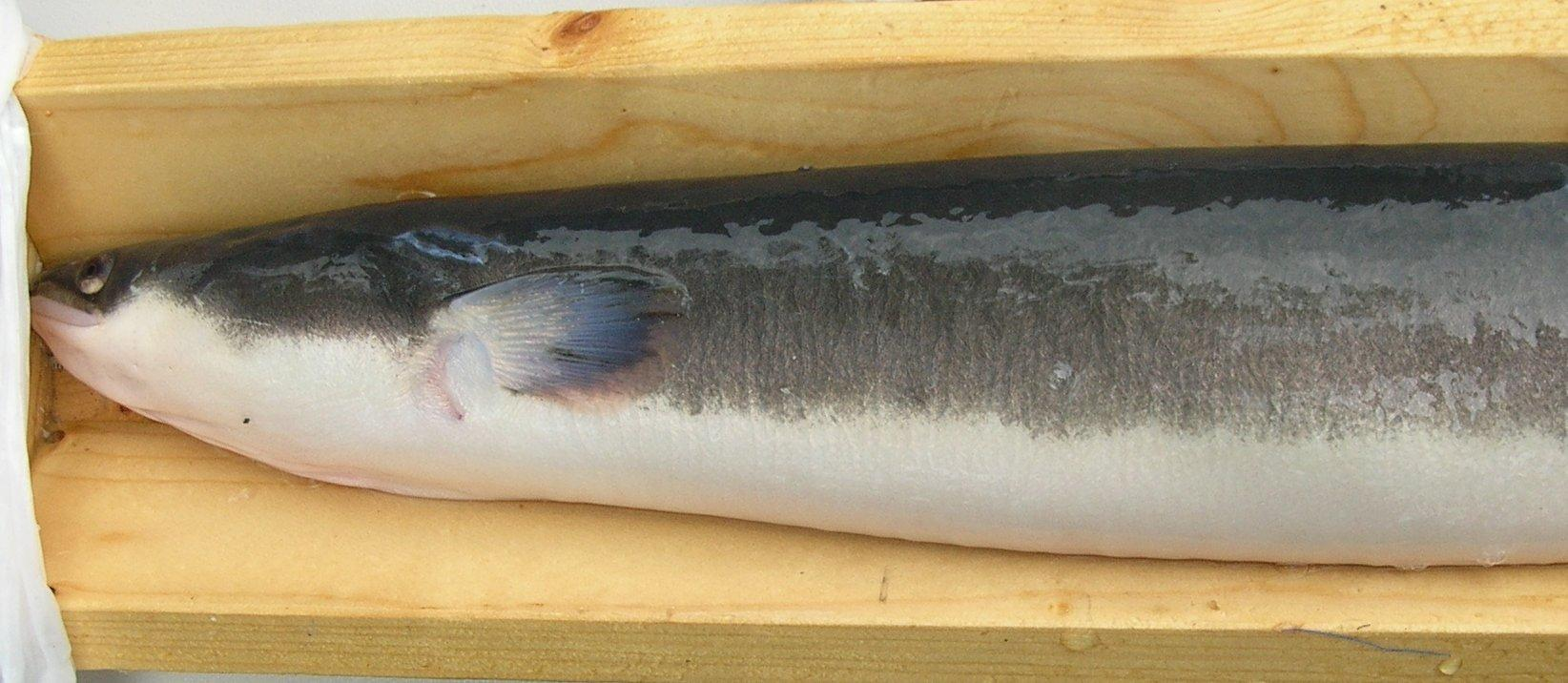
Anguilla argentina. Sono visibili la livrea, le pinne pettorali appuntite e l'occhio grande. L'individuo in foto è un'anguilla americana, indistinguibile dalla specie europea se non per caratteri dello scheletro.

La colorazione dell'anguilla subisce notevoli variazioni durante il ciclo vitale. Le larve e gli esemplari giovanili, nello stadio di leptocefalo e di cieca, sono quasi perfettamente trasparenti, tanto che solo gli occhi risultano visibili. A partire dai 10 cm di lunghezza, durante la fase dulcacquicola, le anguille adulte sono di colore bruno verdastro sul dorso e giallastro sul ventre e vengono chiamate "anguille gialle". All'approssimarsi della migrazione riproduttiva, il dorso diventa quasi nero e la regione ventrale argentea; in questa fase, gli esemplari sono detti "anguille argentine". Nell'adulto, l'iride dell'occhio è bruna con riflessi dorati.
Esiste un certo dimorfismo sessuale per quanto riguarda la taglia: il maschio pare non superare i 50 cm per 350 grammi di peso, mentre le femmine raggiungono abitualmente il metro di lunghezza per circa 1 kg di peso. Sono noti esemplari di oltre un metro e mezzo e, eccezionalmente, di 6,6 kg.

## Biologia
La massima longevità registrata pare sia di 88 anni. È accertato il caso di un'anguilla, denominata "Putte", che ha vissuto per 85 anni in un acquario. Pare che abbia una sensibilità, di natura sconosciuta, ai campi magnetici di leggera intensità. L'anguilla ha inoltre una certa capacità di respirazione aerea.

### Comportamento
A. anguilla è una specie lucifuga e di abitudini notturne, che trascorre le ore di luce in ripari o in buche che scava nei fondali fangosi, da cui esce solo di notte o in caso di forte torbidità dell'acqua, anche in condizioni di piena. 

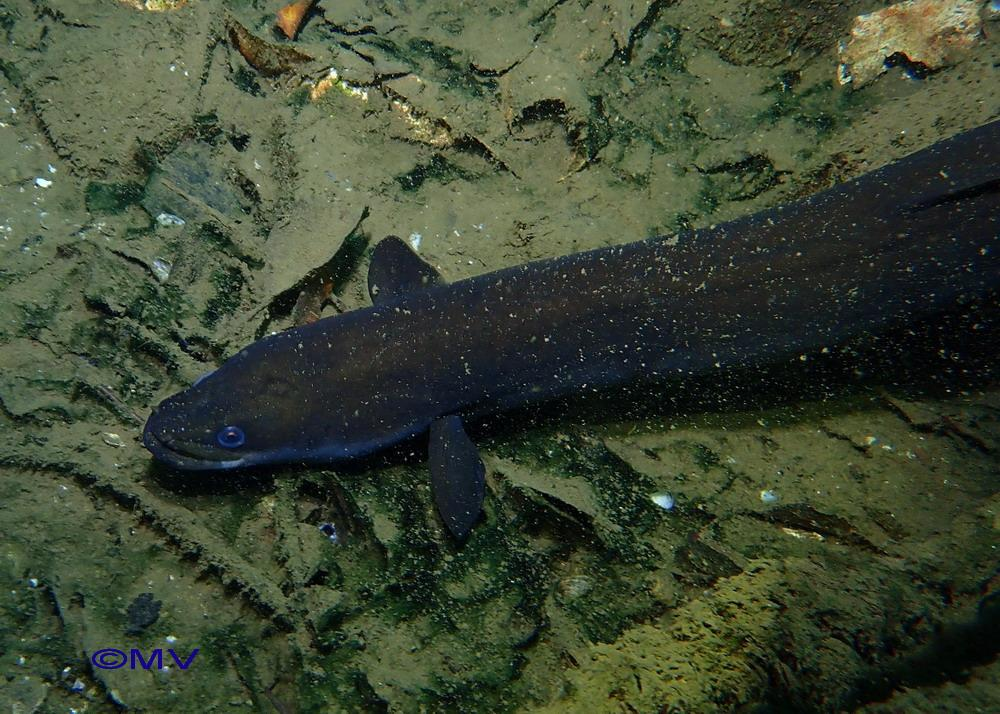
Vista dorsale

### Alimentazione
L'anguilla ha una dieta strettamente carnivora, non specializzata: si nutre infatti di animali di qualsiasi tipo, sia vivi sia morti. Tra le prede si annoverano: pesci di varie specie (incluse altre anguille), anfibi adulti e larve, molluschi (sia gasteropodi sia bivalvi), crostacei (compreso l'invasivo gambero della Louisiana), insetti di svariati ordini e numerosi altri invertebrati, sia dulcacquicoli sia marini o terrestri. L'alimentazione viene sospesa quando le temperature sono troppo basse. L'anguilla caccia prevalentemente tramite l'olfatto, particolarmente sviluppato, mentre la vista ha solo un ruolo accessorio.
Durante la migrazione riproduttiva le anguille non si nutrono, ma fanno affidamento sulle riserve di grasso accumulate durante la fase dulcacquicola, che possono costituire fino al 40% del peso totale quando viene raggiunta la fase "argentina".
L'alimentazione dei leptocefali è rimasta a lungo un mistero e, tutt'oggi, non la si conosce con assoluta certezza. Inizialmente si ipotizzò che la dieta fosse basata sullo zooplancton di piccola taglia, cioè l'alimento più comune per le larve pelagiche dei pesci ossei, ma nel tratto digerente dei leptocefali analizzati non sono mai stati trovati resti di questo tipo. Inoltre, la loro peculiare dentatura – con pochi grandi denti rivolti in avanti – sembrerebbe inadatta a un'alimentazione basata sul microzooplancton. Fu allora formulata l'ipotesi che le larve assorbissero composti del carbonio disciolti direttamente dalla superficie corporea e che il tubo digerente fosse poco o per nulla funzionale. Tuttavia, successivi studi hanno mostrato che l'apparato digerente funziona perfettamente e che questo tipo di alimentazione non si verifica. Un primo indizio sulla dieta dei leptocefali (sebbene non appartenenti al genere Anguilla) risale a uno studio del 1996, nel quale nel contenuto stomacale furono trovati resti di tunicati pelagici dell'ordine Larvacea e delle loro feci in forma di pellet. Si ritiene dunque che tali organismi rappresentino una risorsa importante per l'alimentazione delle larve degli anguilliformi e che la peculiare dentizione venga impiegata per strappare il loro involucro protettivo. Studi più recenti, basati sul DNA barcoding, hanno confermato che la dieta dei leptocefali si basa su plancton gelatinoso di dimensioni relativamente grandi. I risultati delle analisi mostrano che la porzione maggiore dell'alimentazione di queste larve è costituita da celenterati idrozoi, seguiti da diversi gruppi di radiolari (che formano matrici gelatinose), tunicati taliacei e ctenofori.

### Riproduzione
La riproduzione dell'anguilla è rimasta misteriosa per millenni tanto da indurre gli antichi popoli a concepire fantasiose ipotesi dovute al fatto che nessuno aveva mai visto questi animali accoppiarsi o deporre le uova. Si credeva ad esempio che le anguille venissero prodotte dal fango per generazione spontanea o che venissero generate da altre specie di pesci come ghiozzi o blennidi vivipari. La dimostrazione che le anguille hanno effettivamente una riproduzione sessuale è stata data da Sigmund Freud nel 1877 quando dissezionò oltre 400 anguille fino a trovare il testicolo in alcune di esse. L'articolo che seguì questa ricerca costituì la prima pubblicazione scientifica di Freud.

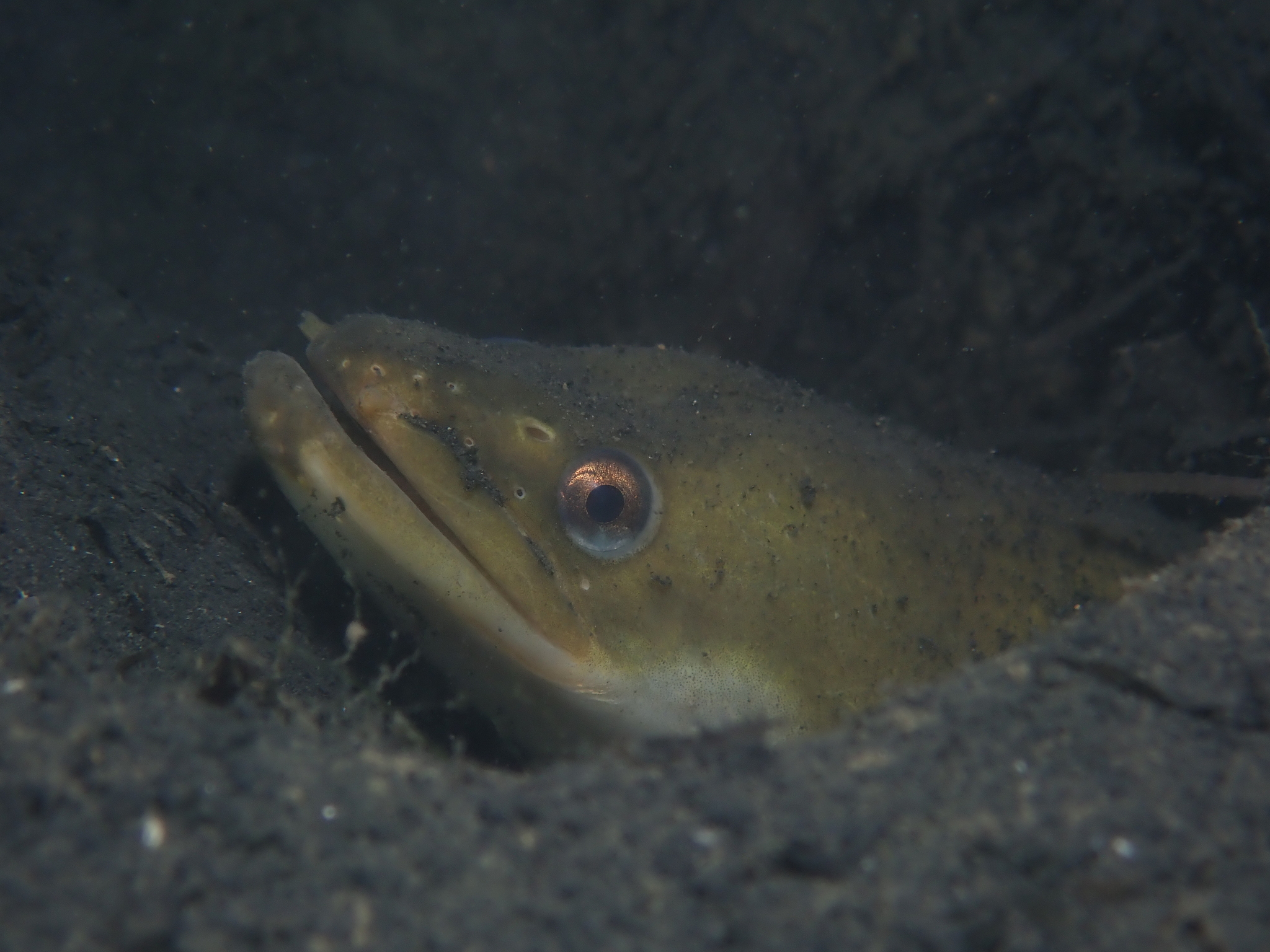
Particolare della testa

A. anguilla è un migratore catadromo: la riproduzione avviene in mare dopo un più o meno lungo periodo di accrescimento e maturazione in acqua dolce o in acque marine costiere. La maturità sessuale avviene durante la lunga migrazione e le anguille presenti in Europa hanno gonadi ancora non differenziate. I fattori che inducono la maturazione sessuale sono tuttora ignoti ma si ipotizza che la pressione idrostatica a profondità medio alte, la bassa temperatura dell'acqua oceanica e l'esercizio fisico di nuoto prolungato possano essere fra le cause scatenanti.
A. anguilla è un animale semelparo, vale a dire che si riproduce una sola volta nella vita. Si ritiene che i riproduttori muoiano breve tempo dopo l'accoppiamento.

#### Migrazione riproduttiva
La partenza verso i luoghi di riproduzione ha luogo in notti senza Luna, soprattutto tra l'autunno e la prima parte dell'inverno, con un secondo picco di minore entità in primavera. Gli individui maschili scendono in mare per la migrazione mediamente 1 o 2 mesi prima delle femmine. Le anguille argentine, ovvero quegli esemplari pronti ad affrontare la migrazione, mostrano diverse variazioni morfologiche rispetto agli altri individui: gli occhi sono più grandi, la livrea diventa nerastra sul dorso e argentea sul ventre, la linea laterale è più visibile, la pelle è più spessa, le pinne pettorali sono più grandi e di forma appuntita e infine si ha la degenerazione dell'apparato digerente. La dimensione e l'età degli individui che intraprendono la migrazione varia tra i sessi: i maschi migrano prevalentemente quando sono lunghi 20-50 cm e hanno 8-15 anni di età, le femmine a più di 40 cm di lunghezza e 10-18 anni di vita. Anche la provenienza geografica ha un'influenza sull'età di migrazione,  le anguille femmine dell'Europa settentrionale mediamente partono verso l'oceano a 12-20 anni o più, mentre nel sud del continente questa età scende a 6-8 anni. Non tutti gli individui effettuano la migrazione, talvolta per impossibilità di raggiungere un corso d'acqua collegato al mare, altre volte per mancanza di istinto migratorio dovuto a cause ignote. Gli individui non migranti, soprattutto le femmine, possono raggiungere dimensioni molto grandi e sono caratterizzati dalla grossezza della testa, motivo per cui vengono detti capitoni. È stato osservato che non tutti gli individui che subiscono la metamorfosi ad anguille argentine migrano immediatamente ma possono attendere anche oltre un anno. In alcuni casi si è assistito alla regressione allo stadio di anguille gialle di individui che già mostravano le caratteristiche da argentine.

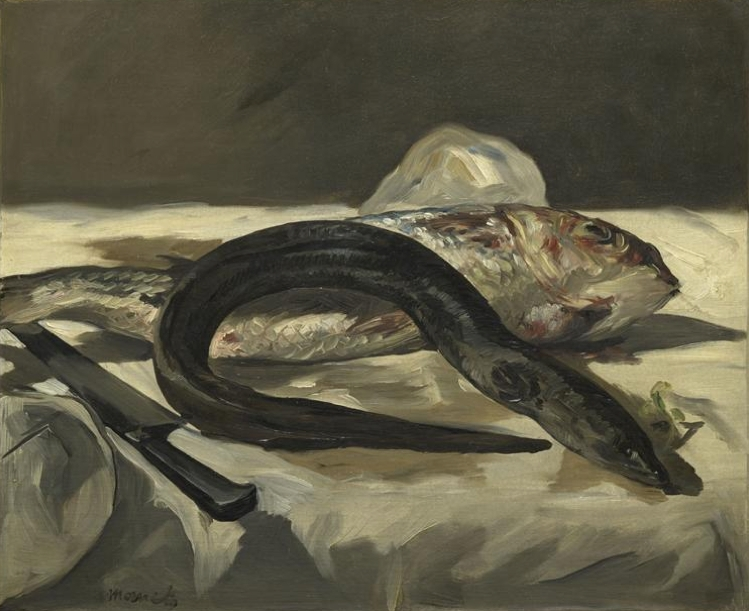
Rouget et Anguille, Édouard Manet, 1864

Fino almeno agli anni 1970 poco o nulla era noto sulla vita delle anguille nel loro viaggio attraverso l'oceano. Le modificazioni fisiche negli individui che si apprestano a migrare, come l'ingrandimento degli occhi e la livrea scura sopra e argentea sotto, hanno spinto gli ittiologi a ipotizzare che la migrazione avvenisse a profondità abbastanza elevate da attenuare la luce solare. A conferma di questa ipotesi vi sono dati fisiologici come il cambiamento nei pigmenti visivi della retina nelle anguille argentine che risultano più sensibili alla luce blu, come quella che si trova a profondità piuttosto alte, e la capacità della vescica natatoria di mantenere il proprio volume ad alte pressioni, carattere tipico di pesci capaci di ampie escursioni batimetriche e inutile in specie esclusivamente costiere o abissali. Un dato inequivocabile di come durante la migrazione questi animali possono raggiungere le alte profondità del piano abissale è l'individuo del genere Anguilla fotografato nei pressi delle Bahamas a circa 2000 metri di profondità dal batiscafo DSV Alvin nel 1979. Dati endocrinologici e fisiologici, dunque indiretti, paiono indicare che la profondità di crociera durante la migrazione possa essere di gran lunga inferiore a 2000 metri. Questi studi indicano infatti che la maggior parte del tragitto avvenga nella zona epipelagica e nella parte superiore della zona mesopelagica, ovvero a profondità inferiori a 500 metri se non addirittura sopra i 200 metri. Esemplari in migrazione sono stati catturati nell'oceano Atlantico tra i 325 e i 500 metri di profondità, anche in corrispondenza di fosse oceaniche di ben maggiore profondità. Esemplari di anguilla argentina sono stati infine reperiti nei contenuti stomacali di pesci predatori bentonici (Mora moro e Aphanopus carbo) che vivono a profondità superiori a 700 metri. Studi di telemetria effettuati su individui appena partiti per la migrazione sia nel Mediterraneo che nell'Atlantico mostrano che gli animali effettuano una sorta di migrazione nictemerale, ovvero si trovano di giorno a profondità maggiori e di notte più vicini alla superficie allo scopo di evitare la predazione. In particolare gli individui mediterranei tendevano a nuotare a una profondità media di 196 m di notte e di 344 m nelle ore diurne. Dati raccolti con sensori termici nell'Atlantico hanno mostrato che la migrazione verticale avviene in modo da mantenersi sempre in un range di temperatura compresa fra gli 8° e i 10 °C, range che nel Mediterraneo non esiste dato che in questo bacino la temperatura non scende sotto i 13,5°C neanche alle maggiori profondità. In definitiva, dunque, i dati che abbiamo sulle modalità e la profondità di migrazione di A. anguilla sono frammentari e contraddittori e la questione è ben lontano dall'essere chiarita.

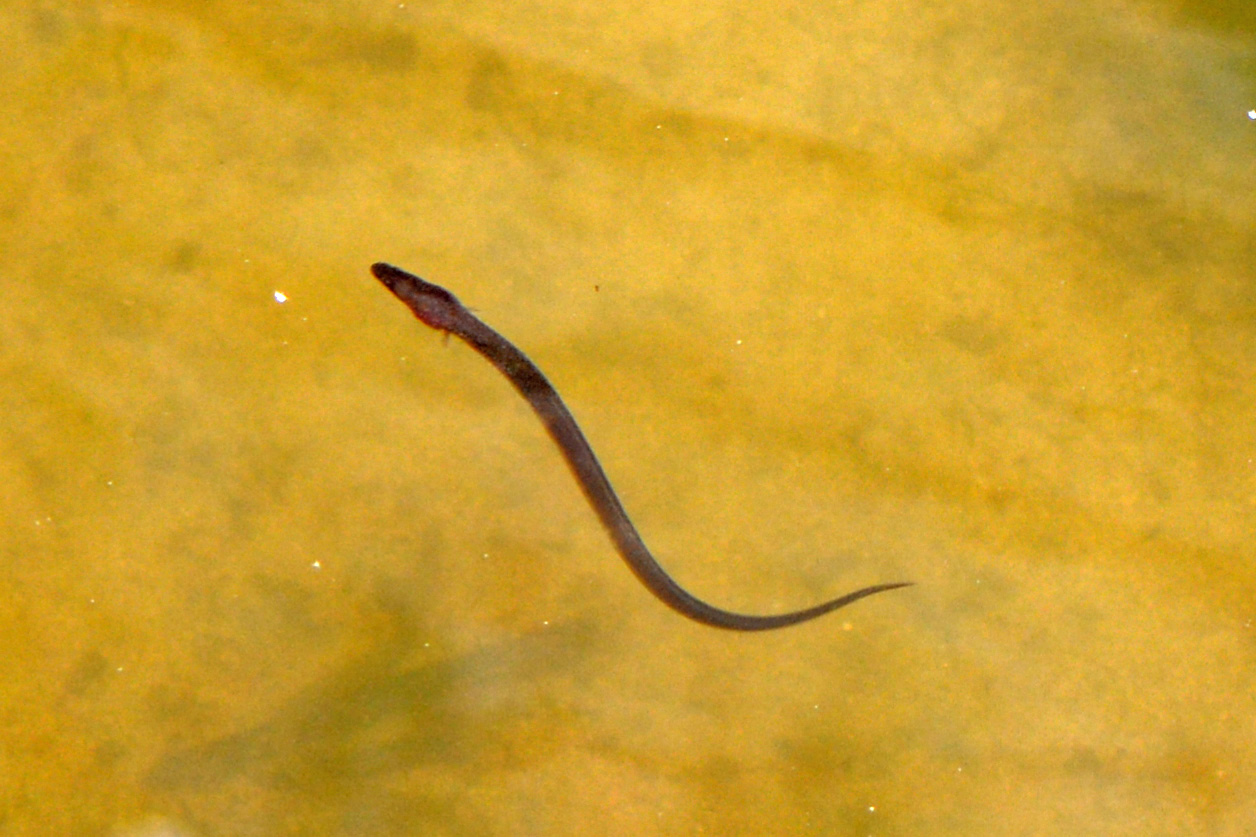
Giovane anguilla già pigmentata intenta a risalire la marea

Anche la velocità tenuta durante la migrazione, e quindi la durata del viaggio, sono materia oggetto di dibattito. Nel 1965 si stimò che le anguille in migrazione potessero tenere una velocità di circa 7 km al giorno, portati a circa 15/giorno negli anni 70. Stime più recenti indicano che la velocità media durante la migrazione possa essere di 0,5 o 1 lunghezza del corpo al secondo. A complicare questa stima si deve considerare che i maschi nuotano a una velocità inferiore rispetto alle femmine durante la migrazione: si è calcolato che una femmina di 80 cm arrivi alle zone riproduttive in media in 174 giorni, mentre che un maschio di 50 cm impieghi 278 giorni. Nel 2016 circa 80 anguille sono state seguite nella prima parte della migrazione tra l'Europa e le Azzorre con tecnologie GPS, ma i dati ottenuti sono stati piuttosto contraddittori riportando distanze comprese tra 3 e 47 km/giorno. L'unica prova diretta della velocità di migrazione oceanica viene dallo studio di Wright et al. del 2022 nel quale alcune femmine di anguilla sono state tracciate sempre attraverso l'uso di trasmettitori satellitari. La velocità di migrazione è risultata essere fra 2,9 e 11,9 km al giorno, con una media di 6,8 km/giorno.
Una variabilità nel tempo di migrazione deve comunque esistere dato che è stato acclarato che alcuni esemplari giungono nel sito di riproduzione dopo la fine del periodo nuziale che va da dicembre a maggio. In tal caso si ipotizza che questi individui attendano la stagione successiva per potersi riprodurre.
La localizzazione delle aree di riproduzione della specie nel mar dei Sargassi è stata scoperta solo agli inizi del XX secolo dal biologo danese Ernst Johannes Schmidt durante le crociere della nave oceanografica Dana. Schmidt riuscì a localizzare la zona di frega delle anguille effettuando pescate di zooplancton in cerca delle larve e spostando i campionamenti nella direzione nella quale venivano trovate le larve più giovani. Con questo sistema nel 1921 si raggiunse la ragionevole certezza che l'area riproduttiva della specie era situata proprio nel mar dei Sargassi. Come le anguille riescano ad orientarsi nell'oceano per raggiungere il mar dei Sargassi rimane un mistero, si ipotizza che la linea laterale, più che la vista, abbia un ruolo importante. Vi sono indizi che le anguille europee in migrazione, qualunque sia la loro provenienza, si dirigano dapprima verso le isole Azzorre e che da lì affrontino la traversata oceanica verso il mar dei Sargassi. Si è ipotizzato inoltre che queste isole e le montagne sottomarine nei pressi della dorsale medio atlantica possano essere utili all'orientamento dei riproduttori in migrazione.
Tra la fine degli anni 1970 e gli inizi del decennio successivo furono effettuate diverse crociere oceanografiche lungo la presunta rotta di migrazione delle anguille fino al mar dei Sargassi. Furono effettuate numerose pescate sia di zooplancton, per ricercare le larve e le uova, che a strascico per catturare eventuali adulti in migrazione. Non furono trovate né uova né adulti migratori, ma le dimensioni e la distribuzione dei leptocefali confermarono pienamente le scoperte di Schmidt. Furono anche effettuati esperimenti che comportavano la liberazione di anguille argentine alle quali erano stati somministrati estratti pituitari per indurre la maturazione sessuale, gli animali venivano poi seguiti per breve tempo attraverso ecoscandagli. Anche in questo caso i risultati risultarono coerenti con ciò che ci si attendeva dato che le anguille liberate nuotarono in direzione del mar dei Sargassi.
La prima e, al 2025 unica, prova diretta che realmente le anguille europee in riproduzione si recano nel mar dei Sargassi è arrivata solo nel 2022 quando 26 anguille femmine pronte per la migrazione sono state dotate di trasmettitori satellitari nelle Azzorre. Di 26 individui 5 hanno raggiunto con il trasmettitore funzionante l'area del mar dei Sargassi e uno è giunto fino alla zona in cui si ipotizza che avvenga la riproduzione, situata tra le coordinate 31 °N, 50 °W e 24 °N, 70 °W.

#### Corteggiamento, accoppiamento e deposizione

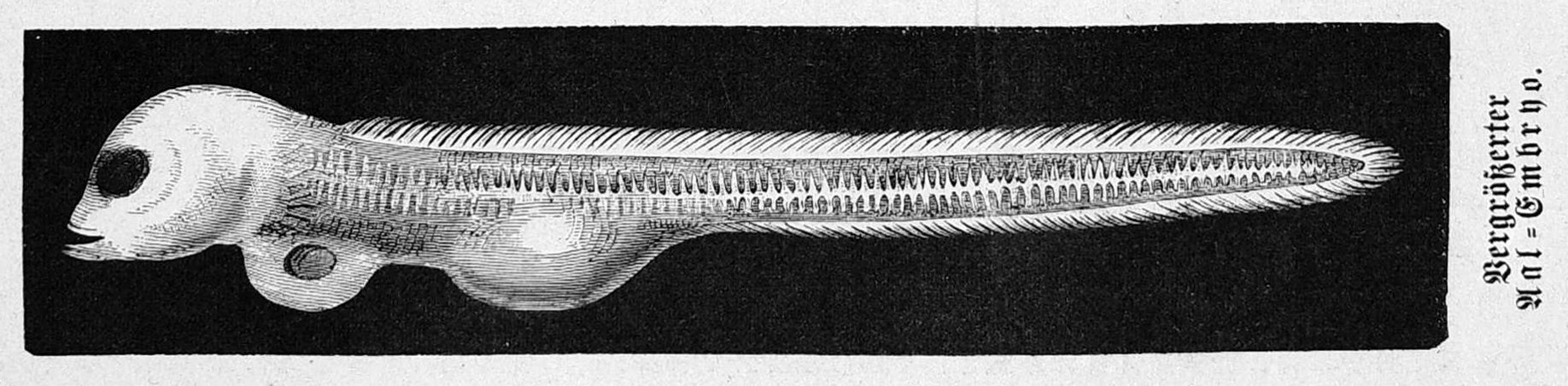
Preleptocefalo

Il corteggiamento, l'accoppiamento e la deposizione delle uova di A. anguilla non sono mai stati osservati in natura così come non si conoscono uova spontaneamente deposte in natura, né sono mai stati catturati riproduttori nel mar dei Sargassi. Le uniche informazioni che abbiamo sulla riproduzione in natura dell'anguilla europea sono che l'accoppiamento e la deposizione delle uova avvengano a profondità di 160–250 m, in condizioni di Luna nuova e nei mesi fra dicembre e maggio. Ciò che sappiamo su questi aspetti della biologia della specie provengono dunque da esperimenti in cattività con individui nei quali la maturità sessuale e il comportamento riproduttivo sono stati indotti attraverso la somministrazione di ormoni. Gli esperimenti di Boëtius e Boëtius del 1980 forniscono la prima descrizione del comportamento sessuale con emissione di gameti conosciuta per l'anguilla europea. Agli animali, stabulati in grandi vasche di cemento, sono stati somministrati estratti pituitari di carpa, gonadotropina corionica umana, ormone follicolo-stimolante suino e DL-α-tocoferolo. Il trattamento ha indotto la maturazione delle gonadi in entrambi i sessi. Nelle femmine gli ovari sono maturati fino all'emissione, ottenuta mediante spremitura, di uova; anche nei maschi si è avuta la produzione di sperma vitale. Si tentò la fecondazione artificiale ma gli embrioni ottenuti non si svilupparono oltre lo stadio di gastrula. La parte forse più interessante dello studio riguarda però l'induzione di comportamento nuziale nelle anguille. Nelle fasi iniziali del corteggiamento il maschio ha strofinato la testa sul ventre della femmina, in seguito il contatto è aumentato di intensità comportando il contatto tra l'intera superficie dorsale del maschio e quella ventrale della compagna. Dopo qualche minuto di contatto il maschio ha emesso una nuvola di sperma e nei 20 minuti successivi si sono avute 7/10 emissioni. Se nella vasca erano presenti più maschi e una sola femmina tutti gli individui maschili hanno preso parte al corteggiamento, ma in uno solo si è verificata l'emissione di sperma. In nessun caso si è rilevato il rilascio di gameti femminili.

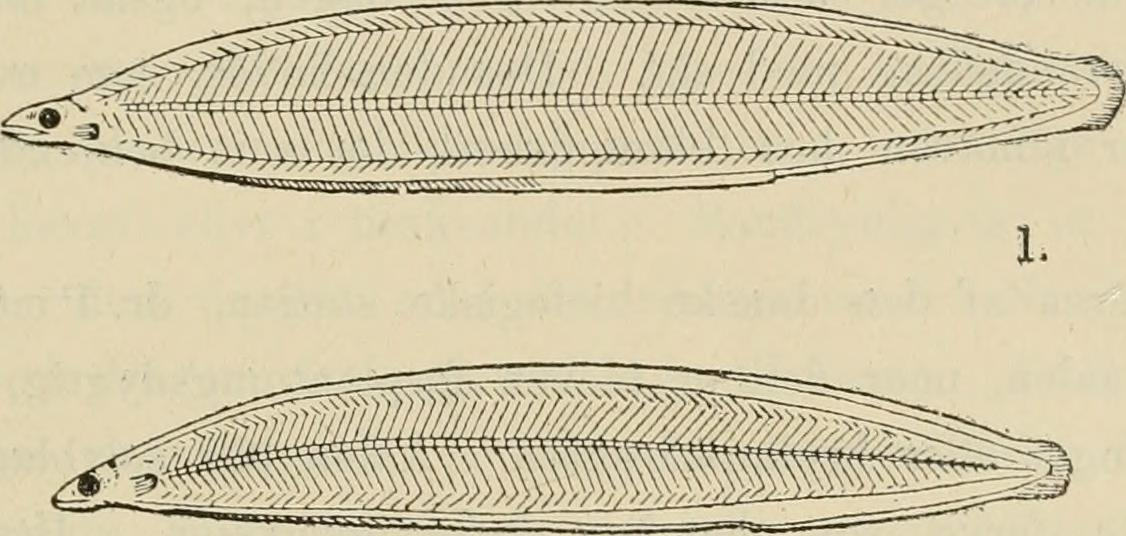
Leptocefali di A. anguilla

Altre informazioni sul comportamento riproduttivo di A. anguilla provengono dagli studi di van Ginneken. Anche in questo caso le osservazioni sono state effettuate su individui in cattività la cui maturazione è avvenuta grazie alla somministrazione di ormoni (estratti pituitari di carpa e diidroprogesterone per le femmine e gonadotropina per i maschi). I comportamenti nuziali osservati comprendevano, oltre a interazioni maschio-femmina, anche interazioni fra individui dello stesso sesso. Il corteggiamento comportava l'inseguimento della femmina da parte dei maschi e la stimolazione della stessa con lievi colpi su testa, opercoli branchiali e addome. L'emissione di sperma era frequentemente associata a una postura a "S" del maschio. In questo esperimento si è avuto frequentemente il rilascio di uova da parte della femmina. Ulteriori studi del 2020 effettuati in cattività con corteggiamento indotto grazie alla somministrazione di ormoni hanno mostrato ulteriori aspetti del comportamento riproduttivo. L'accoppiamento avviene sempre tra una femmina e diversi maschi ed è iniziato da un particolare maschio dominante. Dopo il corteggiamento, che avviene nelle modalità già osservate nei precedenti esperimenti, si ha il rilascio dei gameti; la deposizione delle uova avviene in pochi minuti e tutti i maschi attivi presenti partecipano alla fecondazione. Infine si è osservato che esiste una gerarchia tra i maschi con individui dominanti che iniziano il corteggiamento, maschi subordinati che vi si associano in un tempo successivo e altri maschi che sembrano non essere interessati alla riproduzione e non vi partecipano. Esiste però il dubbio che alcuni di questi comportamenti possano essere alterati dalla somministrazione di ormoni.

#### Sviluppo e migrazione di ritorno
Le uova di anguilla conosciute sono state tutte ottenute da esperimenti in acquario, non sono mai state recuperate uova deposte in condizioni naturali. Si stima che una femmina possa deporre tra 0,7 e 2,6 milioni di uova. Il diametro dell'uovo è abbastanza costante, mediamente 1,05 mm. Le sue caratteristiche sono tipiche delle uova pelagiche, non sono appiccicose e possiedono una goccia oleosa che consente il galleggiamento. L'uovo è sferico e trasparente tranne per la goccia oleosa che è di color giallo.

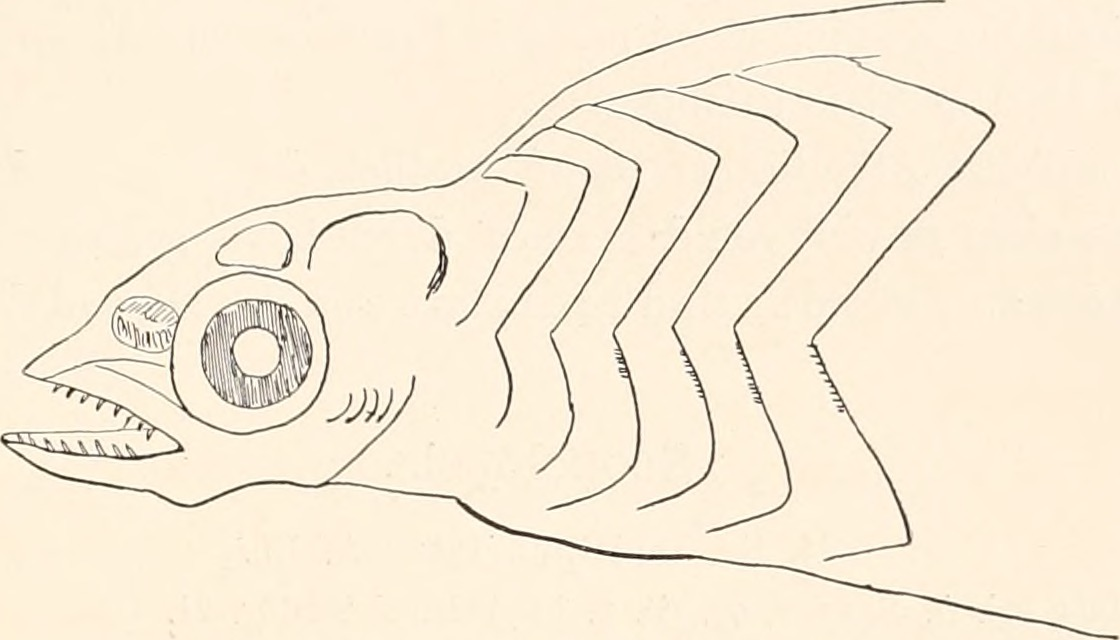
Testa di leptocefalo di A. anguilla. Sono evidenti i denti rivolti in avanti (che nella realtà sono assai più grandi e in minor numero) e i miomeri visibili in trasparenza

La larva che si schiude dall'uovo prende il nome di preleptocefalo e ha caratteristiche piuttosto diverse da quelle del leptocefalo vero e proprio. In questo stadio larvale non sono presenti denti, l'occhio è poco sviluppato e la lunghezza è di circa 3-7 mm. Quando le sostanze nutritizie dell'uovo sono esaurite e la larva inizia ad alimentarsi autonomamente prende il nome di leptocefalo. Il leptocefalo è molto dissimile dall'adulto ed è noto da secoli. Fu a lungo ritenuta una specie a sé stante sotto il nome di Leptocephalus brevirostris; solo nel 1896 si riconobbe in essa lo stadio giovanile dell'anguilla. Il leptocefalo ha corpo a forma di foglia di salice, ovale e molto compresso lateralmente, la lunghezza sta 5/7 volte nella larghezza, il muso è appuntito e la bocca armata di pochi denti lunghi e diretti in avanti. Il corpo del leptocefalo è quasi perfettamente trasparente lasciando intravedere i miomeri della muscolatura. I leptocefali più grandi noti misurano 85 mm (nel Mediterraneo) e 88 mm (nell'Atlantico). I leptocefali affrontano la migrazione di ritorno verso l'Europa e il nord Africa; si è appurato che i leptocefali effettuano migrazioni nictemerali venendo catturati a 300–600 m di profondità di giorno e a 35-125 m di notte, ma solo a partire da una lunghezza di circa 5 mm. Si crede che il viaggio sia favorito dalla Corrente del Golfo, ma anche questo aspetto della biologia della specie è scarsamente conosciuto. Si ignora, ad esempio, la durata della migrazione di ritorno e quale parte abbia il nuoto attivo e quale il trasporto passivo da parte della corrente. La durata della migrazione di ritorno è stata calcolata in circa 2-3 anni nell'ipotesi che la migrazione avvenga per trasporto passivo, altri studi ipotizzano che il tempo passato nell'oceano possa essere inferiore all'anno nel caso di nuoto attivo delle larve. Il confronto tra i dati presenti in letteratura sulla durata dello stadio larvale in base all'analisi degli otoliti ha dato risultati medi contraddittori, variabili tra i 178 e i 397 giorni. Sono stati effettuati confronti metodologici integrati con i dati noti sulla biologia larvale e sull'oceanografia dei tratti oceanici interessati per cercare di capire se questa enorme discrepanza fosse dovuta a errori analitici o di campionamento o a un'effettiva grande variabilità nella durata della migrazione di ritorno. I risultati hanno evidenziato che l'ipotesi di una migrazione lunga appare più verosimile rispetto a una più breve con nuoto direzionale attivo delle larve, ma anche che alcune particolarità biologiche rendono invece più congruente l'ipotesi di una migrazione più breve. Anche su questo ambito della biologia della specie, dunque, non vi è alcuna certezza.

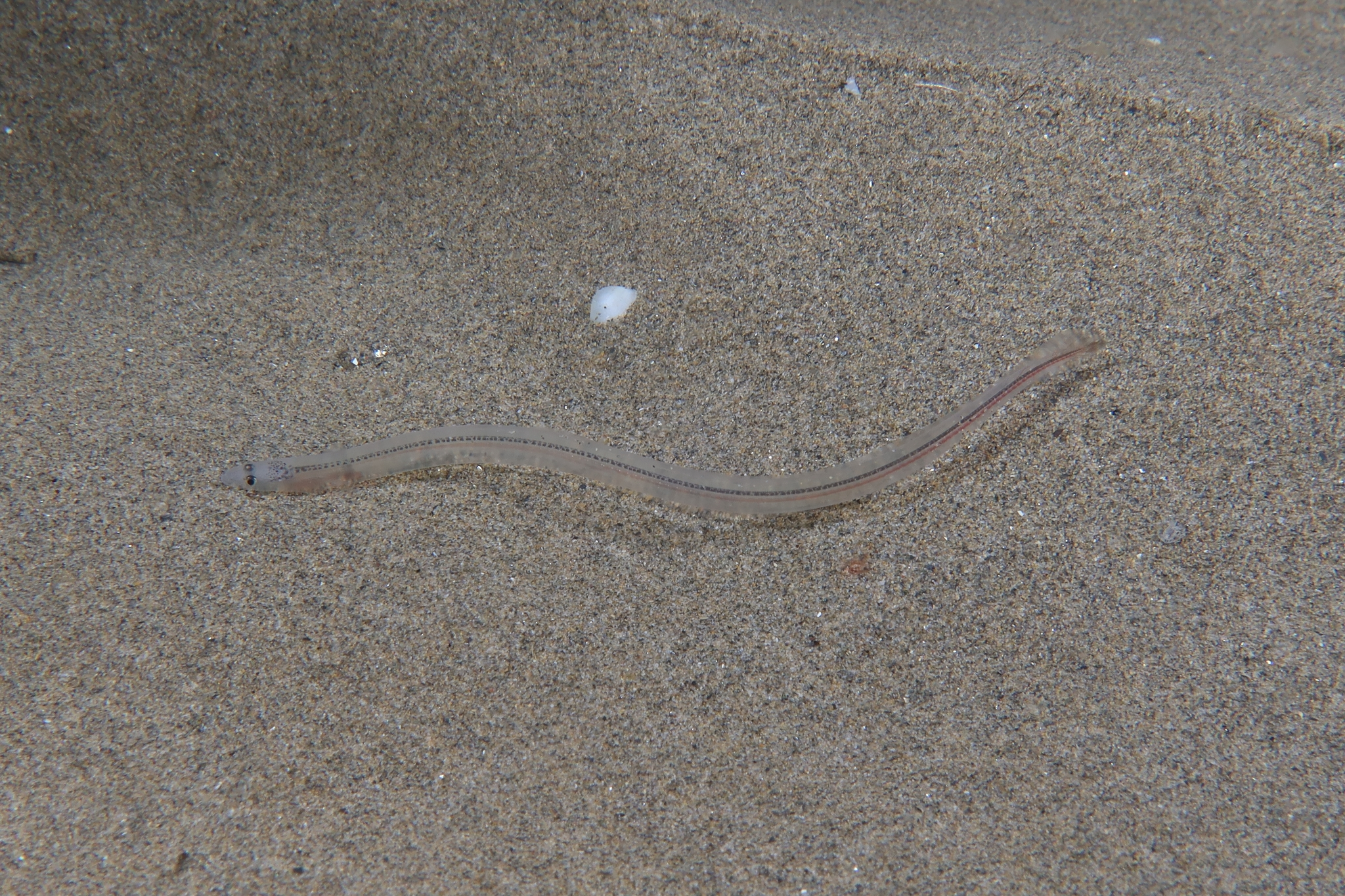
Cieca fotografata in Francia

La metamorfosi da leptocefalo a cieca avviene quando la larva raggiunge la piattaforma continentale; il processo inizia con la perdita dei denti caniniformi larvali. Il corpo quindi progressivamente perde l'aspetto fogliforme diventando a sezione cilindrica, l'ano si sposta in direzione della testa, gli occhi diventano più piccoli, lo scheletro, soprattutto le vertebre, si calcifica e si ha una certa riduzione della lunghezza. Alla fine della metamorfosi, tranne che per le dimensioni e l'assenza di pigmentazione, la giovane anguilla è diventata del tutto simile all'adulto. Le cieche si dirigono verso le zone costiere, le foci dei fiumi e le lagune, dove penetrano di notte in banchi nei mesi che vanno da novembre a maggio. L'arrivo delle cieche nelle foci e nelle lagune prende il nome di "montata" e il periodo dell'anno varia geograficamente. Sembra che la marea e le condizioni meteomarine non abbiano una grande influenza sulla montata delle cieche mentre la fase lunare pare sia molto più importante; la fase di luna crescente è correlata a un maggior afflusso.

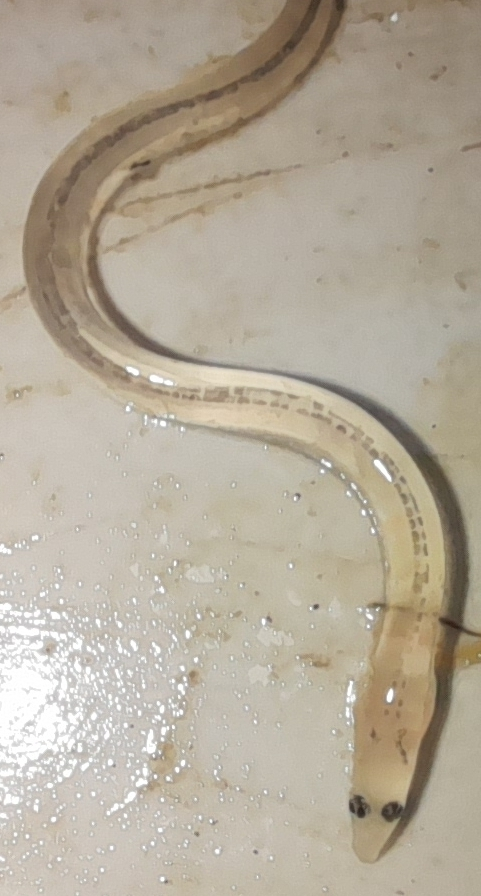
Cieca fotografata in Toscana

#### Ipotesi alternative
Da quando si è scoperto che l'area di riproduzione di A. anguilla si trova nell'oceano Atlantico occidentale, a migliaia di chilometri dalle coste europee, sono state formulate numerose ipotesi alternative sulla riproduzione di questa specie. In particolare l'anatomia dell'anguilla, apparentemente priva di qualunque caratteristica fisica tipica delle specie ittiche capaci di migrazioni a distanze oceaniche ha instillato dubbi che esistessero altre zone riproduttive più vicine all'Europa. Alla fine degli anni 1950 fu formulata l'ipotesi che tutte le anguille europee derivassero da uova deposte da anguille americane e che le differenze tra le due specie, consistenti nel maggior numero di vertebre in A. anguilla, fossero il risultato del maggior tempo passato nell'oceano da parte dei leptocefali diretti in Europa. Le anguille europee si ritenevano incapaci di effettuare l'intera migrazione e si pensava che morissero dopo breve tempo dalla discesa in mare. Questa ipotesi è caduta quando i progressi nella tassonomia genetica e molecolare hanno permesso di evidenziare le differenze genetiche tra i leptocefali di A. anguilla e A. rostrata e quindi l'effettiva riproduzione della specie europea.
Fino al 1904 non si erano mai osservati leptocefali al di fuori del Mediterraneo e non si erano rilevate particolari abbondanze di leptocefali o di anguille argentine in migrazione nello stretto di Gibilterra. Essendo questo stretto evidentemente un passaggio obbligato per tutte le larve che si sarebbero poi stanziate nei paesi circummediterranei o per gli adulti mediterranei diretti verso il mar dei Sargassi, si formulò l'ipotesi che esistessero zone riproduttive nel mar Mediterraneo. Questa ipotesi ha goduto di qualche credito fino agli anni 1970, ma non ha più alcuna credibilità dato che leptocefali più piccoli di 30 mm non sono mai stati riscontrati in questo bacino mentre nella zona del mar dei Sargassi sono stati catturati preleptocefali più piccoli di 7 mm e con ancora il sacco vitellino. Anche nell'ambito del mar Mediterraneo i leptocefali hanno dimensioni decrescenti andando da est a ovest e i più piccoli sono catturati solo nei pressi di Gibilterra. Similmente l'ipotesi di un'area riproduttiva situata nell'Atlantico marocchino è stata confutata con i medesimi argomenti.
Ipotesi più recenti riguardano la possibile suddivisione della specie in diverse sottopopolazioni e la possibilità che l'area riproduttiva dell'anguilla europea sia situata presso la dorsale medio atlantica. Si è sempre creduto che A. anguilla fosse composta da un'unica popolazione panmittica ovvero che tutti gli individui, anche quelli residenti in zone molto lontane, avessero la medesima possibilità di accoppiarsi gli uni con gli altri. Questo comporterebbe l'assenza di differenziamenti genetici fra i gruppi di individui. Effettivamente delle lievi differenze tra popolazioni di anguille sono state trovate, ma molto leggere e non stabili nel tempo, tanto da poter essere dovute a fattori casuali o a momentanee differenze nel successo riproduttivo degli individui provenienti da determinate aree per cui la panmissia della popolazione di anguille non viene più contestata da almeno il 2009. Anche l'ipotesi che la riproduzione dell'anguilla possa avvenire nei pressi della dorsale oceanica che passa al centro dell'Atlantico, nata in base a simulazioni che tengono conto delle correnti prevalenti, della disposizione delle montagne sottomarine e presenza di particolari specie chimiche negli otoliti delle larve, non ha avuto che una tiepida accoglienza visto che nella zona della dorsale non sono mai state reperite larve più giovani di quelle del mar dei Sargassi.

### Veleno
Nel sangue dell'anguilla è contenuta un'ittiotossina neurotossica di natura proteica che può causare avvelenamenti se entra in contatto con il circolo sanguigno dell'uomo. Il consumo delle carni cotte è sicuro perché la tossina è termolabile. Alcune fonti riportano che questa tossina è in grado di fungere da antidoto per il veleno della vipera.

### Predatori

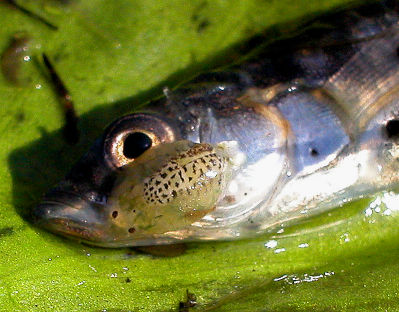
Argulus sp., crostaceo ectoparassita, su spinarello

Tra i predatori dell'anguilla nelle acque interne sono documentati uccelli come aironi (tra i quali l'airone cenerino), gabbiani e cormorani (tra i quali il cormorano comune) e pesci come il luccio europeo, il persico reale e il lucioperca nonché altre anguille, vista la tendenza al cannibalismo di questo animale. In mare si sono rilevate predazioni da parte di pesci spada e focene. I leptocefali in migrazione sono un'importante componente della dieta dei pesci luna.

### Patogeni e parassiti
Sono noti diversi agenti patogeni che colpiscono l'anguilla. Tra i batteri spiccano Edwardsiella tarda, che pare però non causi sintomi nell'anguilla europea a fronte di gravi mortalità nelle specie asiatiche, Flavobacterium columnare e vari Streptococcus e Aeromonas oltre a specie tipiche dell'anguilla come Vibrio anguillarum e Yersinia ruckeri. Tra le affezioni parassitarie sono ben note quelle causate da funghi microsporidi e oomiceti (tra i quali Saprolegnia) e da ciliati cutanei come Ichthyophthirius multifiliis. Vari gruppi di "vermi" possono dare elmintiasi, è il caso dei monogenei, perlopiù cutanei e branchiali, dei trematodi, sia come ospite dei vermi adulti che delle metacercarie, dei cestodi, tra i quali le larve di Diphyllobothrium latum che da adulto è in grado di parassitare l'uomo, e degli acantocefali. Particolare rilevanza assumono i nematodi come Camallanus sp. e soprattutto Anguillicola crassus che parassita la vescica natatoria e che si è temuto che potesse impedire alle anguille in migrazione di raggiungere le zone di riproduzione. Infine A. anguilla può essere parassitata da crostacei copepodi altamente modificati e dal branchiuro Argulus sp. che è stato responsabile di forti morie nelle valli di Comacchio.

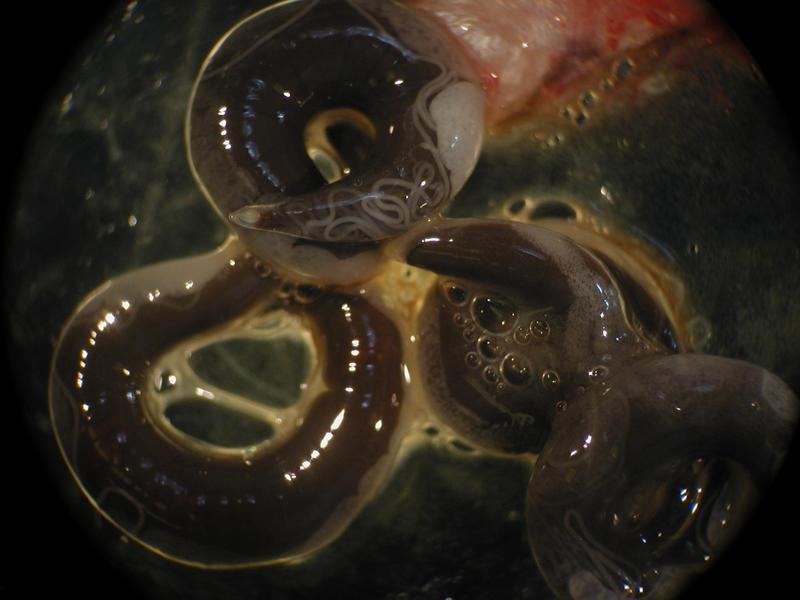
Anguillicola crassus, nematode parassita della vescica natatoria dell'anguilla

## Evoluzione
L'ipotesi più accreditata sull'evoluzione degli anguillidi è che abbiano avuto origine da progenitori marini nelle parti tropicali dell'oceano Pacifico occidentale, tra il Cretaceo e l'Eocene. L'eurialinità, sostanzialmente unica tra gli anguilliformi, e la capacità di adattarsi a climi più freddi si sarebbero sviluppate in seguito, come testimoniato dalle aree di riproduzione situate in mare e in zone dal clima caldo. In particolare i progenitori delle due specie di anguillidi atlantici (A. anguilla e A. rostrata) si sarebbero diffusi da est verso ovest attraverso l'oceano Tetide che all'epoca era ancora aperto. Raccoglie invece minor consenso l'ipotesi alternativa che l'areale atlantico sia stato raggiunto da ovest verso est, attraverso il Pacifico, dato che l'istmo di Panama non era ancora emerso e Nord e Sud America erano separati da un ampio braccio di mare. Le analisi molecolari hanno evidenziato che le anguille atlantiche mostrano maggior affinità con le specie del Pacifico tropicale, risultato che è congruente con entrambe le ipotesi.

## Pesca e acquacoltura

### Divieti
La pesca dell'anguilla è vietata nella UE a partire dal 2024. La pesca sportiva e la pesca in mare sono vietate in ogni caso mentre vi sono limitate deroghe per la pesca commerciale in acque interne. La pesca delle cieche e delle anguille al di sotto di 12 cm di lunghezza è sempre vietata.
L'anguilla europea è inserita nella Tabella II del Regolamento (CEE) n. 3626/82 del Consiglio del 3 dicembre 1982 (Convenzione sul commercio internazionale delle specie minacciate di estinzione), modificato dal Reg. (CE) N. 338/97 del Consiglio del 9 dicembre 1996, dunque il commercio è controllato e subordinato ad autorizzazione CITES.

### Pesca sportiva

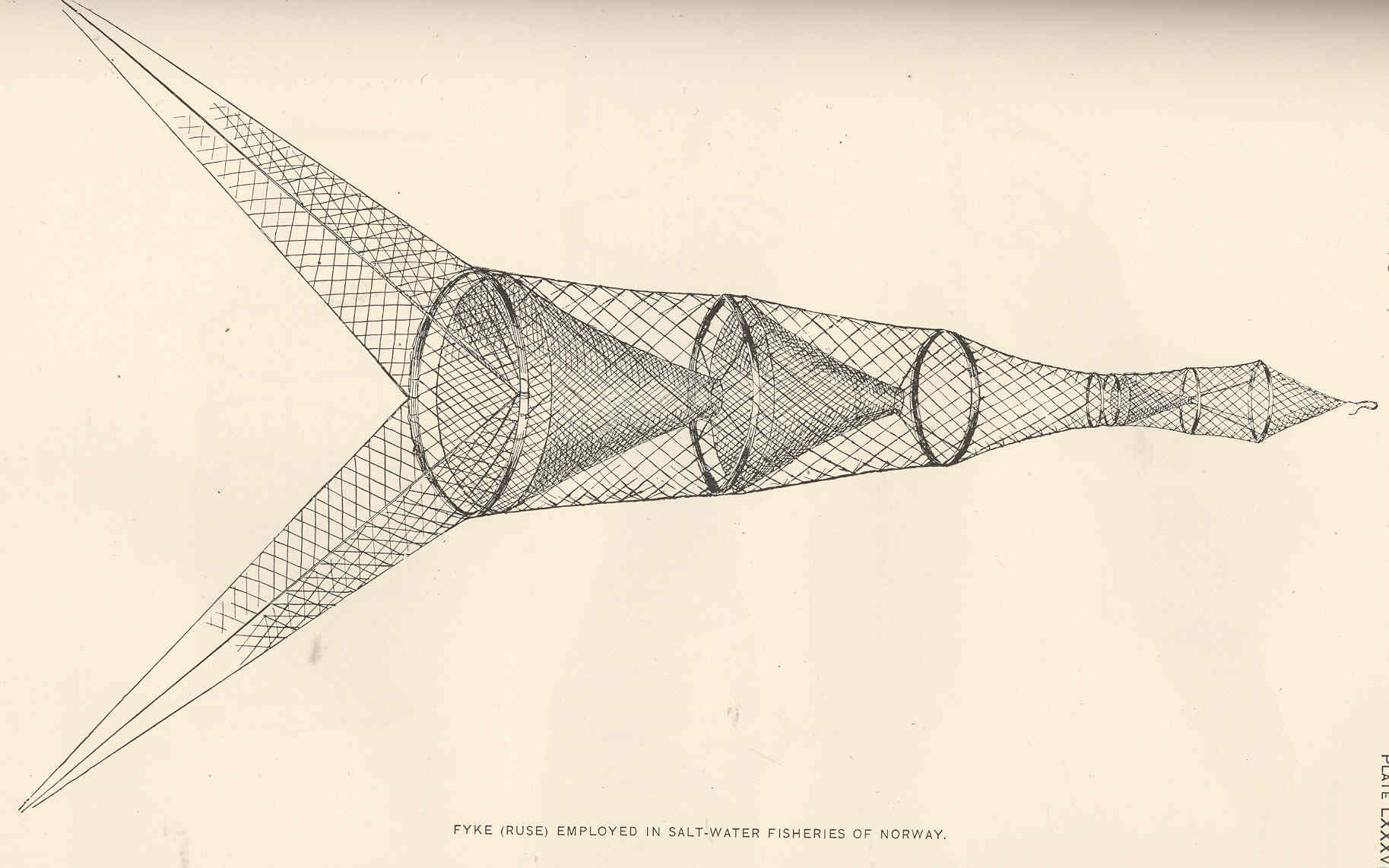
Schema di nassa di tipo martavello

La pesca sportiva dell'anguilla viene effettuata con lenze di fondo innescate in genere con lombrichi o pesci morti, sebbene qualsiasi esca animale venga accettata. Non abbocca alle esche artificiali. Una tecnica di pesca tipica è la "mazzacchera", un tipo di lenza senza amo innescata con una "corona" di lombrichi infilzati su di un filo di lana nel quale i denti del pesce restano impigliati.

### Pesca professionale
L'anguilla viene catturata a scopi commerciali con un gran numero di diverse tecniche di pesca. I sistemi di pesca alla specie si differenziano tra quelli destinati alle anguille gialle, che si alimentano e possono dunque essere attratte con esche, e quelli che hanno come obbiettivi le anguille argentine che discendono in mare per la migrazione. Esistono anche tecniche di pesca dedicate alla cattura delle cieche. Molte tecniche di pesca sono oggi vietate e hanno solo un valore storico. Tra le tecniche impiegate per le anguille gialle vi sono le lenze, impiegate in lunghe serie con molti ami in modo simile al palamito. Anche le nasse vengono impiegate soprattutto per la cattura delle anguille nella fase stanziale, specie quelle con esche. Esistono però particolari nasse dotate di ali di rete, o anticamente di canne, per intercettare una più ampia massa d'acqua e non innescate che possono catturare anche anguille in migrazione; questi particolari attrezzi prendono il nome di "bertavelli" o "martavelli", e sono usati soprattutto nei laghi o nelle lagune salmastre. Le reti a strascico erano un tempo largamente utilizzate, ma sono ormai universalmente vietate a causa dei gravi danni ambientali che causano e della scarsa o nulla selettività. 

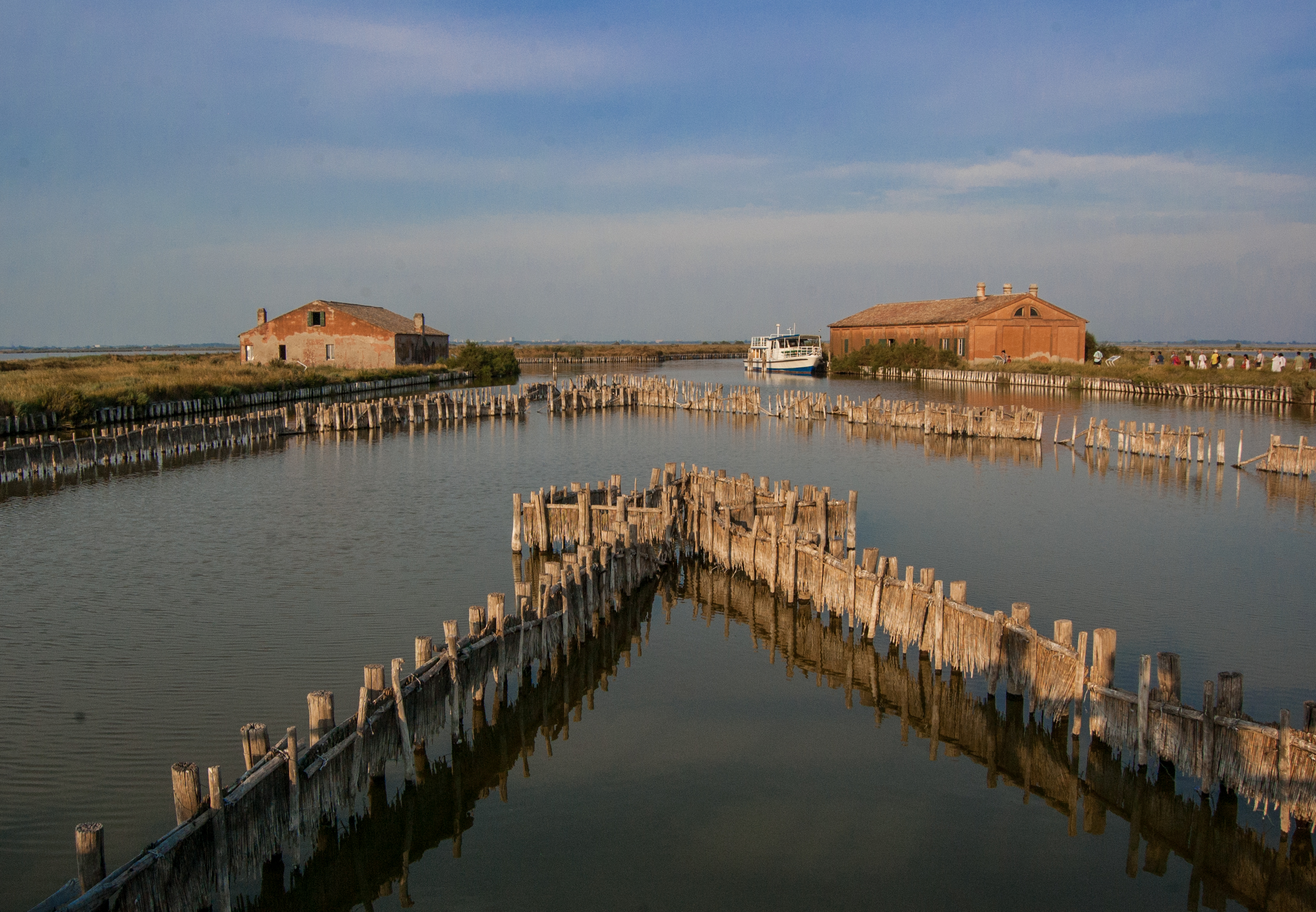
Lavoriero

Impianti fissi noti come lavorieri sono impiegati per la cattura delle anguille argentine. Sono costituiti da una serie di bacini a fondo cieco posizionati allo sbocco a mare delle lagune. Questi lavorieri possono essere impiegati per intercettare le anguille in uscita verso il mare ma anche per catturare le cieche durante la montata verso la laguna. Le reti da posta tipo tramaglio o similari non sono tra le tecniche di pesca più efficaci per l'anguilla a causa delle abitudini bentoniche e secretive della specie e della particolare conformazione fisica che non presenta asperità sul corpo che possano fungere da appiglio. Quando usate sono spesso associate a dispositivi sonori che stimolano i pesci alla fuga. Altre tecniche meno usate sono le fiocine, le reti a bilancia e le reti da lancio tipo rezzaglio.
La pesca delle cieche, che quando era permessa costituiva una buona fonte di reddito per i pescatori delle zone di foce perché venivano impiegate per il rifornimento degli impianti di acquacoltura, avveniva con retini a maglia fitta detti "ripaiole", nasse o reti di vario genere. Spesso queste tecniche venivano effettuate con l'ausilio di una debole sorgente luminosa.

### Acquacoltura
L'allevamento dell'anguilla non può propriamente essere definito un'attività itticolturale, ma piuttosto una semplice stabulazione, dato che si basa esclusivamente su novellame di cattura in natura. La riproduzione artificiale dell'anguilla dai gameti alla cieca, nonostante i notevoli progressi raggiunti, non è infatti ancora possibile. Ciò nonostante l'allevamento dell'anguilla ha o ha avuto una notevole importanza economica in Europa e nei paesi del Mediterraneo.

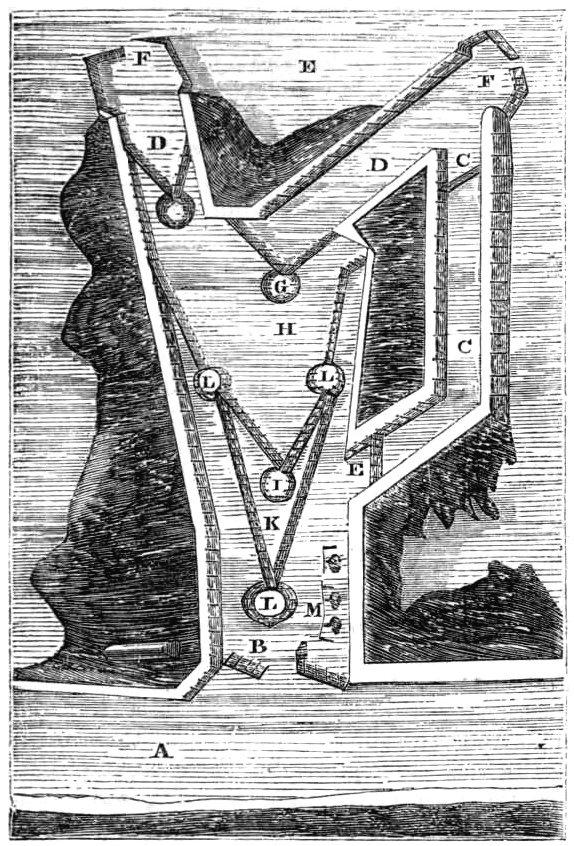
Schema di un lavoriero a Comacchio (1862)

La prima attività di allevamento di A. anguilla inizia in tempi antichi nelle valli di Comacchio, da cui prende il nome di vallicoltura. Si tratta di un tipo di allevamento estensivo, di bassa redditività, con interventi umani limitati all'immissione delle cieche a inizio ciclo e ad occasionali supplementazioni alimentari. Spesso veniva effettuata una coltura promiscua con cefali di varie specie, spigole e altre specie ittiche eurialine. Negli anni 1970/1980 la già bassa resa ebbe un crollo a causa dell'arrivo di parassiti e patogeni come Argulus sp. e Ichthyophthirius multifiliis che risultarono quasi impossibili da combattere a causa della grande estensione areale delle valli da pesca. Nonostante queste problematiche l'allevamento estensivo è tuttora impiegato soprattutto in Italia e nella Francia mediterranea. Sistemi più moderni e produttivi si basano su allevamenti di tipo semi-intensivo in stagni aperti e intensivo in vasche con circolazione forzata dell'acqua; quest'ultimo è la tecnica più utilizzata a causa della produzione notevolmente maggiore. L'allevamento in condizioni di semi-intensività è nato negli anni 1970 in parallelo alla riduzione della produttività delle valli di pesca e simili impianti seminaturali a causa del diffuso degrado ambientale che ha colpito le lagune costiere. Questo tipo di allevamento viene effettuato in stagni con superficie di 100–350 m² che possono essere naturali a fondo di terra o artificiali in cemento ed avere acqua dolce o salmastra ferma o a lento ricambio. Una volta che le anguille hanno raggiunto la taglia commerciale vengono trasferite in altri bacini più grandi fino alla commercializzazione. L'allevamento intensivo avviene in vasche con un ciclo chiuso dell'acqua che viene fatta passare attraverso un impianto di filtrazione chimico e biologico per essere reimmessa forzatamente nelle vasche una volta purificata. Questo sistema permette densità molto elevate di pesci nelle vasche, impossibili in condizioni naturali o semi-intensive e consente il controllo della temperatura dell'acqua rendendo possibile l'allevamento della specie anche in climi poco favoriti come quelli dei paesi nordici d'Europa. L'alimentazione è costituita da cibo secco pellettato distribuito automaticamente. Nel 2021 oltre l'80% delle anguille allevate in Europa veniva prodotto in questo tipo di strutture. L'allevamento delle anguille con questi sistemi, basati sull'immissione di cieche di cattura, è considerato insostenibile per le popolazioni della specie e si scontra con la sempre minore disponibilità di novellame in natura e con i divieti di cattura delle giovani anguille che sono stati ovunque istituiti.

### Importanza economica

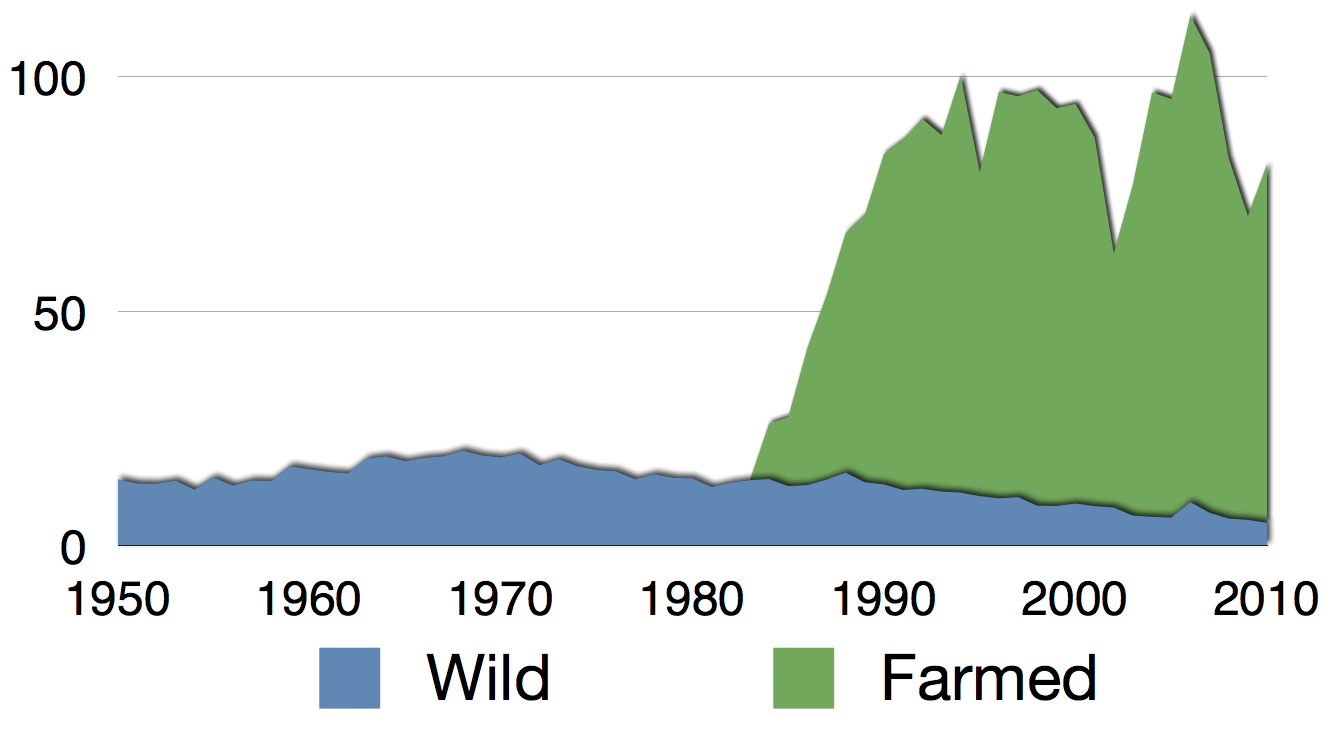
Produzione di anguilla europea in milioni di tonnellate. In blu la produzione da pesca professionale e in verde quella da acquacoltura.

La dipendenza dagli stock naturali degli allevamenti di anguille fà si che molte statistiche non considerino separatamente il prodotto della pesca e quello dell'acquacoltura rendendo problematica l'analisi della produzione commerciale di anguille. Per questo motivo i seguenti dati non fanno distinzione fra le due produzioni. Al 2007 i maggiori produttori di anguilla europea erano nell'ordine: Paesi Bassi (4000 t), Danimarca (1614 t), Italia (1000 t), Spagna (479 t), Grecia (454 t), Germania (440 t), Svezia (175 t) e Marocco (100 t). Altri stati con produzioni inferiori alle 100 tonnellate annue erano Estonia, Tunisia e Algeria. In Europa il picco della produzione di anguille si è avuto nel 2000, da allora si è assistito a un costante calo con un minimo di  tonnellate nel 2012.

#### In Danimarca
I dati sulla produzione di anguilla da pesca e da acquacoltura in Danimarca non sono distinti nelle statistiche ufficiali. L'allevamento, che è un'industria relativamente recente nel Paese, avviene perlopiù in impianti intensivi con ricircolo dell'acqua. Nel 2003 si contavano 11 impianti, perlopiù nello Jutland. Il picco di produzione di anguille in Danimarca si è verificato negli anni 1990 con oltre 3 000 tonnellate e circa 30 impianti. In seguito buona parte degli allevamenti ha chiuso e la produzione è scesa sotto le 2 000 tonnellate nel 2003. L'80% della produzione danese di anguille viene esportata nei Paesi Bassi per la lavorazione.

#### In Egitto
In Egitto si hanno sia impianti intensivi che semi-intensivi ed estensivi. L'allevamento dell'anguilla nel Paese nordafricano è iniziato nel 2010 circa. La produzione è modesta e varia tra le 11 tonnellate del 2018 e 1 tonnellata nel 2013. In compenso la pesca, svolta nelle lagune e nel fiume Nilo (34% del totale), è piuttosto produttiva, con un massimo di 3 983 tonnellate nel 2006. La pesca viene effettuata principalmente con trappole del tipo lavoriero, con palamiti e altri attrezzi.

#### In Francia
Per la Francia abbiamo solo dati aggregati che mescolano pesca e allevamento, catture di adulti e di giovanili, vari sistemi di pesca etc. Si tratta inoltre di dati incompleti, soprattutto per quanto riguarda le catture in ambienti fluviali. La tecnica di pesca più impiegata è risultata il lavoriero seguito dalle nasse. L'anno con le maggiori catture è stato il 2018 con circa 501 tonnellate.

#### In Germania
I dati sulla produzione tedesca sono abbastanza scarsi; è noto che esiste un'attività di acquacoltura dedicata all'anguilla, relativamente poco sviluppata, mentre si hanno i dati sulla pesca solo a partire dal 1985. Risulta comunque che l'anno di maggior produzione è stato il 1986 con oltre 1 118 tonnellate, dopo di che si è assistito a una costante decrescita culminata nelle 209 tonnellate del 2019, ultimo anno di cui si dispongono informazioni.

#### In Grecia
L'acquacoltura greca si basa quasi esclusivamente sul sistema intensivo ad alte densità con stabulazione in vasca, circolo forzato dell'acqua e distribuzione di mangime secco più volte al giorno. La produzione ha raggiunto il massimo nel 2009 con 428,2 tonnellate di anguille per poi scendere fortemente con 128 tonnellate nel 2018 e 146 nel 2019. La pesca commerciale all'anguilla in Grecia cattura quasi esclusivamente anguille argentine con l'uso di lavorieri e, in misura molto minore, nasse di tipo martavello. Il massimo di catture è stato di circa 73 tonnellate nel 2005 per crollare a 1,71 tonnellate nel 2019.

#### In Italia
In Italia sono attive sia la produzione estensiva che quella intensiva e semi-intensiva dell'anguilla. Nel periodo 2008-2019, il Paese è risultato il maggior produttore di anguille da acquacoltura europeo. La produzione è in netto declino, passando da 750 tonnellate nel 2015 a 464 tonnellate nel 2019. Nel periodo investigato vi erano 52 aziende che si occupavano di allevamento dell'anguilla, sparse su tutto il territorio nazionale. La pesca dell'anguilla in Italia riguarda sia le anguille gialle che le argentine, e si avvale di numerosi strumenti e tecniche diverse, tra cui le più importanti sono nasse di tipo martavello (78% del totale) seguite dai lavorieri. La pesca avviene sia nelle lagune che nei laghi e nei fiumi. La serie storica di dati di cattura è piuttosto ampia andando dal 1954 al 2020 e l'anno nel quale le catture sono state maggiori è stato il 1978 con oltre 316 tonnellate, dopo di che la produzione è andata costantemente scemando con solo una breve ripresa nel 2009-2010.

#### Nei Paesi Bassi
Nei Paesi Bassi l'allevamento dell'anguilla è un'attività economicamente abbastanza importante ed è legata all'industria alimentare di produzione dell'anguilla affumicata, che assorbe anche buone quantità di pesci importati da altri Paesi. I dati della pesca sono considerati insieme a quelli dell'acquacoltura nelle statistiche ufficiali; si valuta che la produzione di anguille allevate valga circa 5 volte quella da pesca. La produzione totale del 2005 è stata di 4 800 tonnellate, anno in cui si contavano 44 allevamenti nel Paese. Questa industria si regge esclusivamente su novellame di importazione soprattutto da Francia e Regno Unito dato che la pesca delle cieche nei Paesi Bassi è vietata dagli inizi degli anni 1980; questa dipendenza ha messo in crisi l'industria itticolturale neerlandese a causa prima degli alti costi del novellame da semina e poi dei divieti istituiti e di problemi di approvvigionamento.

#### In Spagna
La pesca dell'anguilla in Spagna si concentra per la quasi totalità nelle acque lagunari dove si impiegano prevalentemente nasse di tipo martavello e lavorieri. I dati sul pescato coprono un periodo compreso fra il 1951 e il 2020 e l'anno più fruttuoso è stato il 1966 con oltre 222 tonnellate. Da allora il pescato è calato gradualmente fino a un minimo di 27,92 tonnellate nel 2011.

#### In Svezia
La pesca dell'anguilla in Svezia è vietata dal 2007 sia in mare che in acqua dolce, anche in acque ricadenti in proprietà privata. Sono ammesse alcune deroghe per la pesca commerciale sottoposte a obbligo di licenza di pesca di durata annuale e rinnovabile esclusivamente in caso di stretto rispetto delle normative. Dal 2008 non vengono più rilasciate nuove licenze. I dati storici mostrano che il massimo di catture di anguilla nel Paese è stato nel 1955 con 3 338 tonnellate, dopo di che la produzione è andata sempre più scendendo fino alle sole 170 tonnellate del 2021.

#### In Tunisia
In Tunisia vi sono difficoltà nel distinguere il prodotto dell'allevamento da quello della pesca in quanto, almeno fino al 2008, si sono effettuate semine di cieche catturate in natura in laghi artificiali lasciando poi accrescere gli animali senza alcun ulteriore intervento umano. Quanto segue non distinguerà dunque le due diverse produzioni. La pesca all'anguilla in Tunisia si concentra per l'88,5% nelle lagune e per il resto quasi completamente nei laghi, sia naturali che artificiali. Gli attrezzi da pesca utilizzati sono in prevalenza di tipo misto come lavorieri associati a nasse. I dati sullo sbarcato sono piuttosto incompleti e la serie storica non supera i 10 anni tranne che per alcune località. L'anno con il massimo di catture è stato il 2016 con oltre 210 tonnellate.

#### In Turchia
I dati pervenuti dalla Turchia non sono suddivisi per località e stadio vitale; oltre il 95% del pescato proviene da laghi (64,7% del totale) e lagune. Gli attrezzi più utilizzati sono nasse e trappole di tipo lavoriero. I dati, non molto completi, coprono un intervallo di tempo tra il 1954 e il 2020 e l'anno con il massimo del pescato è stato il 1988 con 756 tonnellate. Da quel momento si è avuto un calo costante nella produzione culminato nel 2011 con solo 28 tonnellate. La produzione di anguille in Turchia è risultato in forte calo anche nel quinquennio 2019-2023 con solo 1 549 tonnellate nei cinque anni esaminati.

## Alimentazione umana

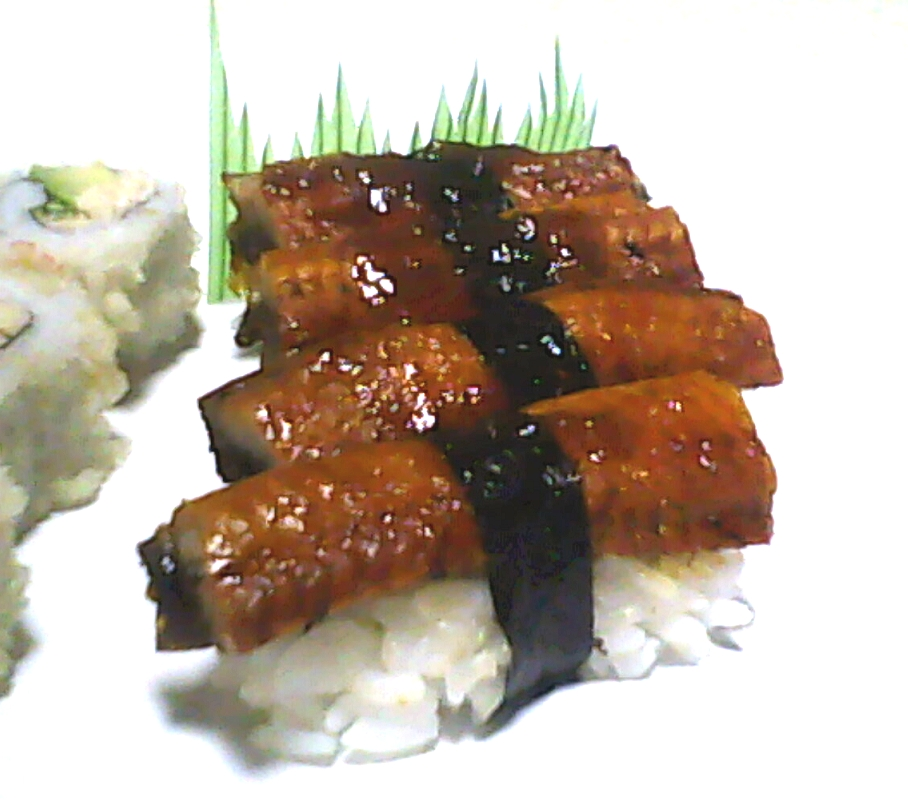
Unagi sushi

### Caratteristiche nutrizionali
La carne dell'anguilla è particolarmente ricca di grassi, pari a circa l'11,66% di cui il 2,358% composti da grassi saturi a fronte di un contenuto proteico del 18,44% e un contenuto di colesterolo dello 0,126%. 100 grammi di anguilla forniscono circa 131 calorie.

### Cucina
La carne dell'anguilla è bianca e, nonostante sia molto grassa e poco digeribile, è particolarmente saporita ed è molto apprezzata in cucina. L'anguilla viene spesso commercializzata viva oppure fresca, salata, affumicata, essiccata o congelata. Numerosissime sono le ricette per preparare l'anguilla, spesso regionali e tradizionali, un esempio è l'anguilla col vino, ricetta di origine viareggina già ricordata da Pellegrino Artusi nel suo celebre libro di cucina La scienza in cucina e l'arte di mangiar bene di cui costituisce la ricetta numero 494. Altre preparazioni tradizionali della specie diffuse in Italia sono arrostita, alla brace, in zuppa con altre specie di pesci, come sugo per la pasta, in umido, fritta o marinata con varie ricette. In Italia, specie in alcune regioni meridionali, l'anguilla è destinata tipicamente al consumo natalizio tradizionale per la cena della Vigilia di Natale. Una ricetta inglese, tipica dell'East End londinese, è l'anguilla in gelatina. L'anguilla (soprattutto la specie asiatica) è un'importante costituente del sushi e prende il nome di unagi.
Interesse puramente storico data la rarefazione e i divieti vigenti sono le ricette a base di cieche che un tempo venivano catturate, oltre che per essere destinate agli allevamenti, anche per il consumo.

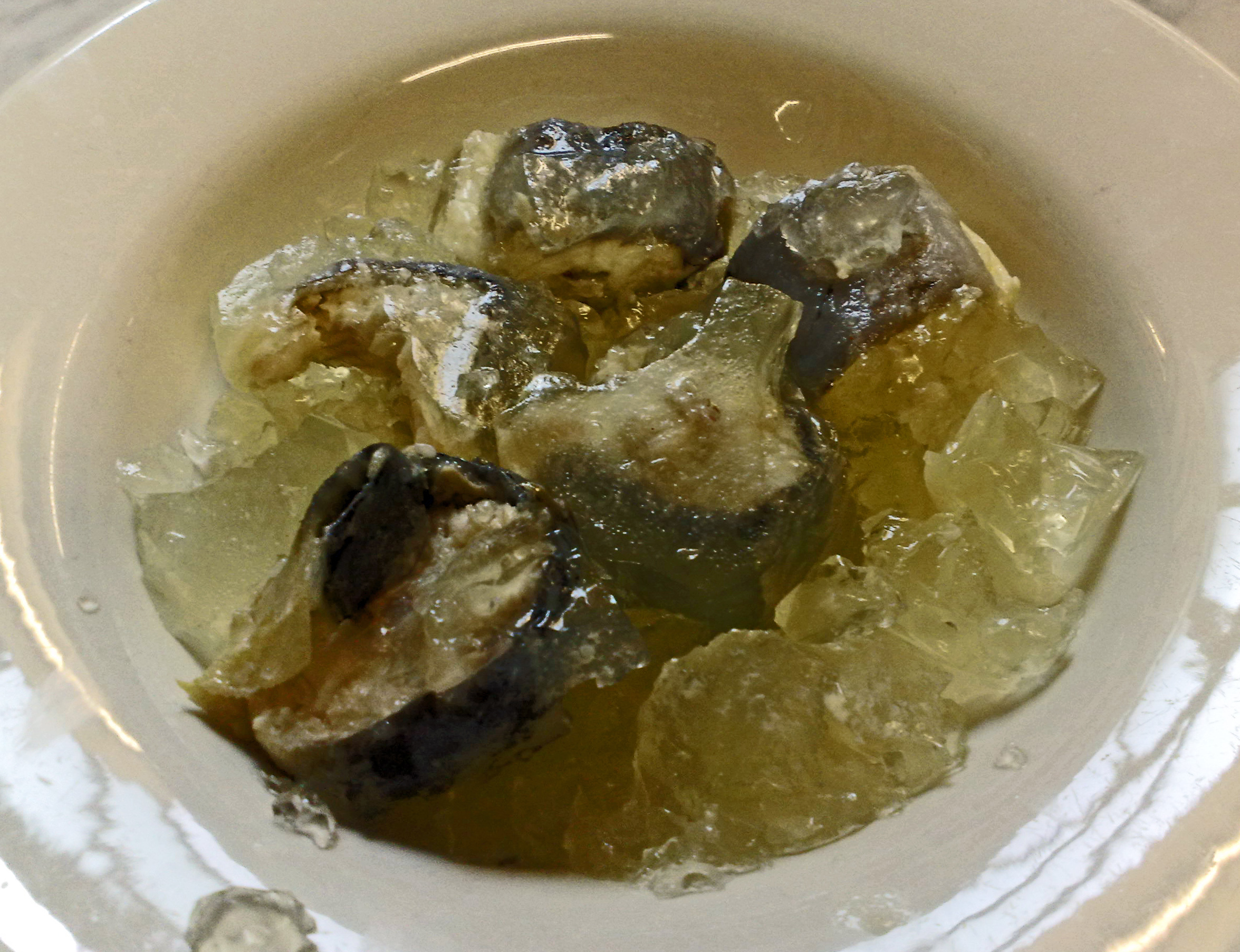
Anguilla in gelatina

## Conservazione
L'anguilla è registrata come "In pericolo critico" dalla Lista Rossa IUCN, che è il gradino immediatamente precedente l'estinzione in natura. La particolare biologia della specie e l'assenza di subpopolazioni ha reso complicata la valutazione dello stato di conservazione. È infatti complesso sia valutare quale percentuale degli individui presenti in Europa in acque dolci o marine costiere partecipi alla migrazione riproduttiva quanto valutare il reclutamento di cieche in arrivo dalla migrazione di ritorno. La valutazione della discesa a mare degli adulti nella fase di anguilla argentina pare il miglior criterio di valutazione della consistenza delle popolazioni ma anche questa quantificazione non è priva di difficoltà e in ogni caso le serie di dati sono parziali e recenti. Sebbene più volte siano state formulate ipotesi circa il maggior contributo di determinate regioni dell'areale allo stock di riproduttori finora non si sono trovate prove decisive che questo avvenga, dunque la popolazione globale di anguilla europea viene considerata panmittica, ovvero ogni individuo di qualunque provenienza geografica ha la stessa probabilità di accoppiarsi con qualunque altro individuo indipendentemente da dove si sia accresciuto. Questo comporta seri problemi per le misure di protezione da prendere perché una tutela locale non implicherà che il reclutamento nell'area sottoposta a protezione sia maggiore ma questo dipenderà solo dallo status dello stock riproduttivo globale.
Al netto di queste difficoltà di valutazione si ritiene che le popolazioni di anguilla europea abbiano subito una riduzione di circa il 90% nelle ultime tre generazioni, pari a circa 39 anni. Questa rarefazione riguarda tutte le fasi vitali, dal numero di leptocefali catturati nell'oceano a quello di cieche in arrivo dal mare nelle acque continentali a quello delle anguille gialle e delle anguille argentine in migrazione.

### Cause della rarefazione
Gli impatti che hanno causato questo drastico assottigliamento della popolazione di A. anguilla non sono chiari, vi sono molte ipotesi e molto probabilmente si tratta di un insieme di concause. Tra le minacce, individuate fin dai primi anni 2000, vi sono gli inquinamenti, gli sbarramenti e le interruzioni della continuità fluviale, i cambiamenti climatici, la distruzione dell'habitat, la diffusione di parassitosi, la sovrapesca e il bracconaggio.

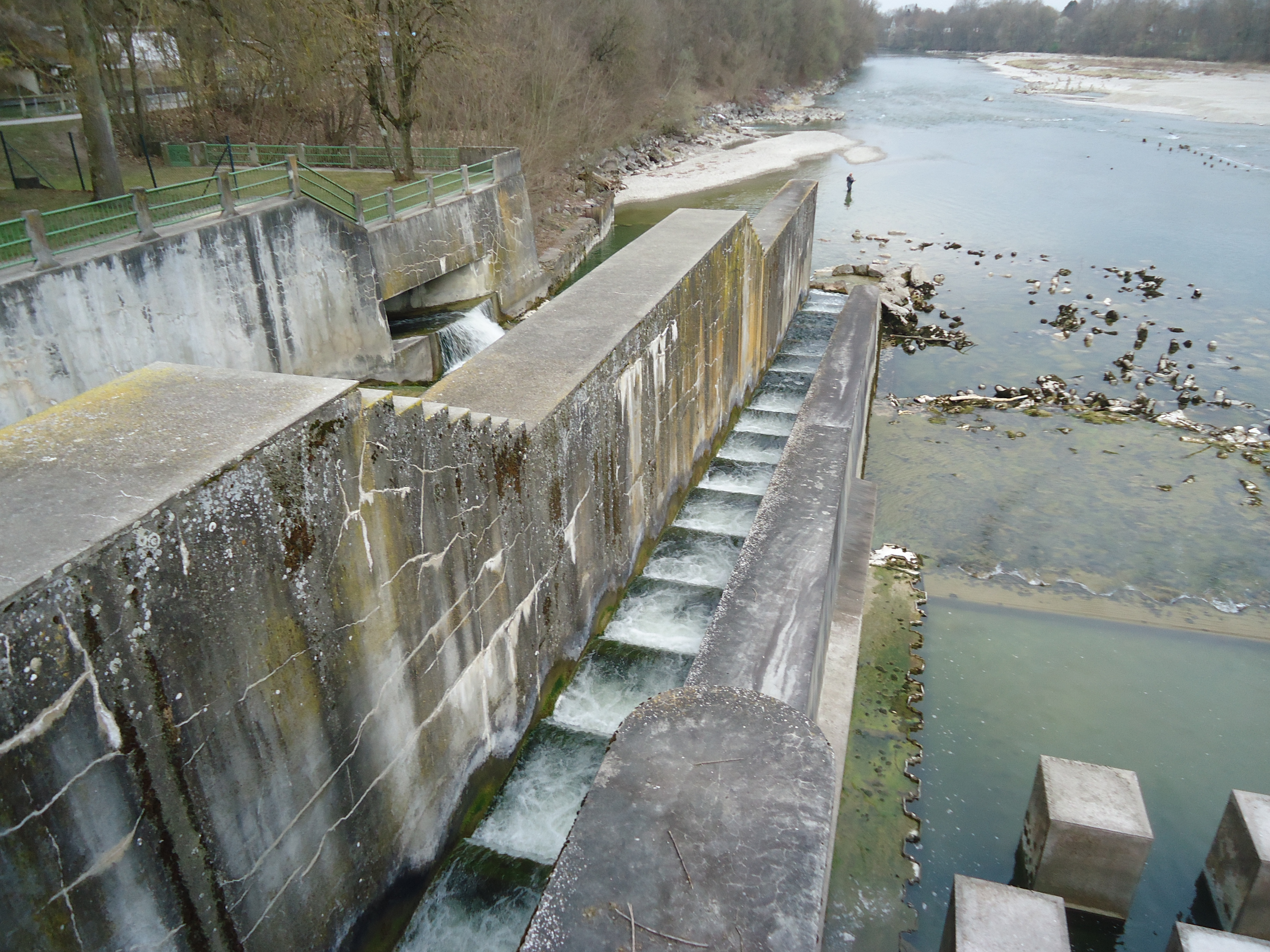
Esempio di passaggio per pesci o scala di monta

Gli sbarramenti e le interruzioni della continuità fluviale sono un notevole problema per una specie migratrice, sebbene l'anguilla sia dotata di capacità locomotorie, anche fuor d'acqua, del tutto fuori del comune per un pesce che le consentono di superare modesti ostacoli. A. anguilla risulta meno comune o del tutto assente nei tratti fluviali con più interruzioni, in particolare se lo sbarramento supera i 15 metri di altezza. Particolarmente impattanti sono le centrali idroelettriche le cui turbine possono provocare alte mortalità. Queste perdite, secondo uno studio effettuato sul fiume Mosa, sono risultate comprese tra i 9% e il 26% tra le anguille argentine in migrazione. L'impatto delle dighe nella colonizzazione dei bacini fluviali da parte di A. anguilla può essere notevolmente attenuato o addirittura annullato attraverso l'installazione di passaggi per pesci o scale di monta che permettano agli animali in migrazione di superare l'ostacolo. Le scale di monta specificamente progettate per le anguille hanno alcune caratteristiche aggiuntive rispetto alle altre, ad esempio la presenza di substrati o di erba artificiale sul fondale che consentono la massima efficacia.
L'anguilla, specie bentonica a vita lunga, è molto soggetta all'accumulo di numerose specie chimiche contaminanti, specie se liposolubili tanto da essere stata proposta come organismo target per le analisi ecotossicologiche ambientali. Le diossine e i PCB, ad esempio, hanno mostrato di essere in grado di impattare fortemente sulle prestazioni riproduttive, di causare un'elevata mortalità embrionale e di indurre una minore performance fisica durante la migrazione fino anche a rendere impossibile il raggiungimento dei quartieri riproduttivi. Un'altra classe di contaminanti in grado di danneggiare il potenziale riproduttivo della specie sono i metalli pesanti, in specie il cadmio. L'intossicazione cronica da questo elemento è infatti in grado di interferire con l'accumulo di grassi, importantissimi per sostenere i riproduttori durante la lunga migrazione oceanica.
L'infestazione da parte del nematode Anguillicola crassus è stata spesso portata come possibile causa della diminuzione della popolazione di anguilla europea. Questo nematode infesta la vescica natatoria e può causarne la perdita di funzionalità e dunque la perdita di capacità di nuoto in acque oceaniche. Non è stata però mai evidenziata alcuna correlazione tra l'infestazione di questo parassita e la riduzione della popolazione di anguilla, sebbene questa parassitosi sia in grado di indebolire gli individui fortemente affetti e di ridurne la capacità di reazione agli stress ambientali.
Una delle minacce più gravi, soprattutto in passato ma ancora in parte nel presente, è la intensa sovrapesca a cui è sottoposto lo stock di anguilla europea. Questa pesca eccessiva e insostenibile viene effettuata sia sugli adulti a scopo alimentare che delle cieche a scopo di ripopolamento degli allevamenti. La pesca dell'anguilla europea è stata per secoli un'attività di sussistenza o quasi, di basso valore aggiunto, il cui prodotto aveva soprattutto un consumo localizzato nei pressi delle zone di cattura. Tra il finire del XIX secolo e i primi decenni del XX questa attività si è ampliata, sviluppata e industrializzata portando progressivamente a una sovrapesca della quale il particolare, lunghissimo ciclo vitale della specie ha impedito di avvertire le avvisaglie. È accertato che il crollo delle popolazioni europee sia partito da un declino nel numero degli adulti in acqua dolce o costiera almeno a partire dagli anni '70-80 dovuto alla sovrapesca seguito poi circa 20 anni dopo da una marcata riduzione nel reclutamento di giovanili.. La cattura delle cieche, in particolare, è sempre più orientata all'esportazione nell'Asia orientale, soprattutto in Giappone e Cina, allo scopo di rimpiazzare la specie autoctona Anguilla japonica, anch'essa assai rarefatta, negli allevamenti. La cattura e il commercio di giovanili, effettuato in genere con mezzi rudimentali, è legato a scarse condizioni fisiche e a una forte mortalità delle cieche che comporta la cattura di un numero ancor maggiore di esemplari per poter raggiungere la quantità desiderata a destinazione. Sebbene questo traffico si sia fortemente ridotto dopo che, nel 2009, A. anguilla è stata inserita nella tabella II della CITES con conseguente divieto di esportazione a partire dal 2010 persistono tuttavia fenomeni criminali di contrabbando di giovanili di anguilla europea dall'Europa verso l'Estremo Oriente, come dimostrato dalle statistiche che evidenziano un picco di esportazione di giovanili di A. anguilla nel 2013, quando l'esportazione e la cattura erano già vietate, seguito da una netta riduzione nell'anno successivo. L'istituzione dei divieti ha portato a numerosi arresti e sequestri in Europa anche grazie all'approvazione del progetto europeo SWiPE (Successful Wildlife Crime Prosecution in Europe). Dati aggiornati forniti dal Sustainable Eel Group mostrano come il picco di esportazioni dall'Europa verso la Cina sia avvenuto nel biennio 2017-2018 ma che in seguito si sia stabilizzato a un valore minimo mai raggiunto precedentemente in seguito a copiosi sequestri e a numerosi arresti culminati nei 154 del biennio 2018-2019. Da quel momento le esportazioni di cieche verso l'Asia si sono quasi azzerate e sequestri e arresti si sono fortemente ridotti dimostrando il successo della strategia europea di contrasto al traffico di anguille.

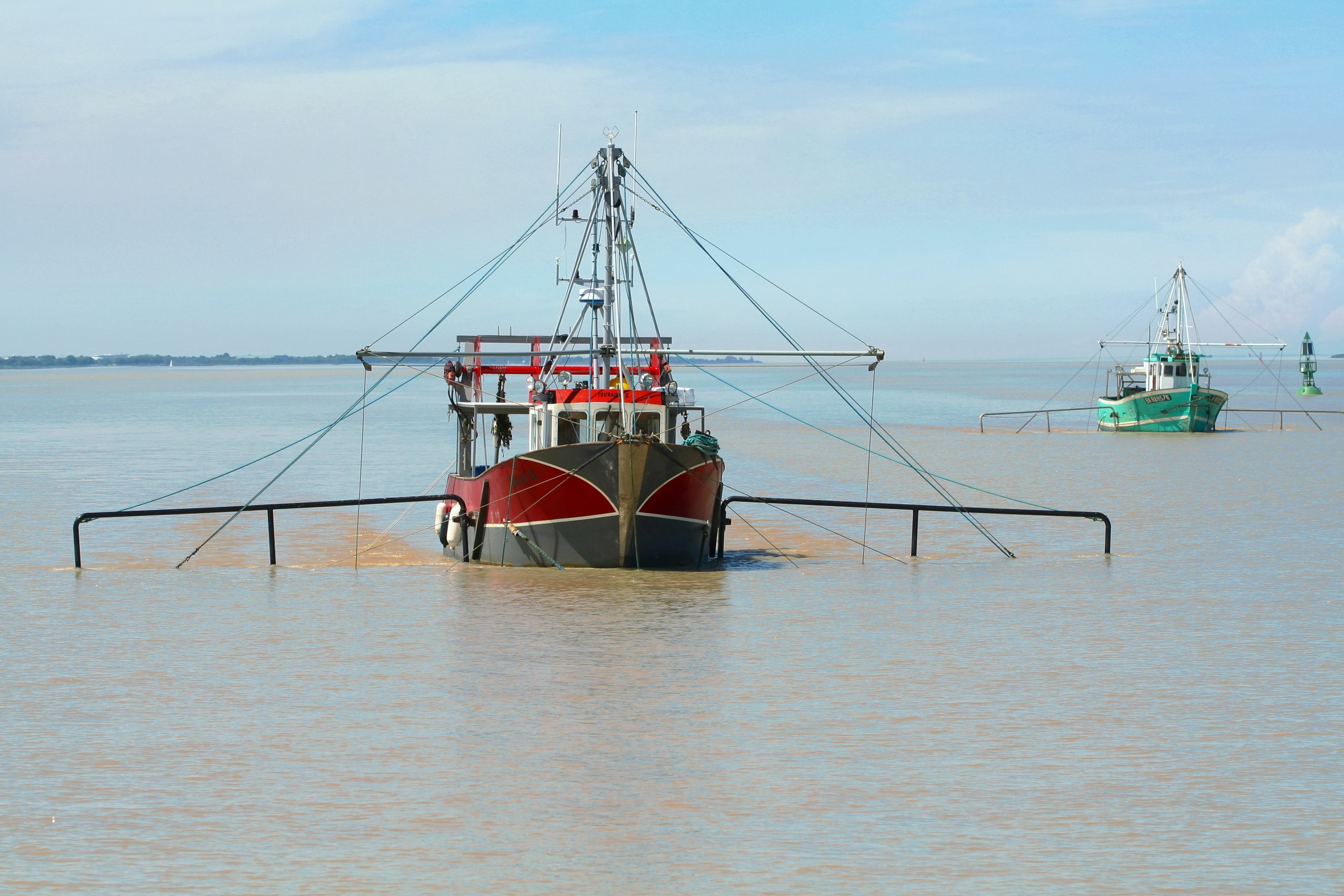
Barca attrezzata per la pesca delle cieche in Francia

### Progetti e iniziative di conservazione
Le prime regolamentazioni tese alla tutela e al recupero delle popolazioni di anguilla europea risalgono al 2007 con il Regolamento (CE) n. 1100/2007 del Consiglio, del 18 settembre 2007 che istituisce misure per la ricostituzione dello stock di anguilla europea emanato dalla UE. Questo regolamento obbligava gli Stati membri ad istituire dei piani nazionali di gestione per la specie con l'obiettivo di ridurre la mortalità e di riportare il numero di adulti migranti ad almeno il 40% del numero precedente la rarefazione. Questo regolamento si è però scontrato con la scarsità di dati sullo sforzo di pesca all'anguilla e sulla scarsissima attendibilità dei dati sull'effettiva quantità di anguille sbarcate. Di conseguenza nel 2012 si dovette constatare che gli obiettivi prefissati non erano stati raggiunti da quasi nessun Paese e che ben difficilmente si poteva sperare di raggiungerli in futuro. Un'ulteriore valutazione del 2015 ha mostrato che pochissimi risultati nel miglioramento dello stato degli stock e nella riduzione della mortalità erano stati raggiunti, tanto da parlare esplicitamente di situazione invariata rispetto a tre anni prima.
Il programma TRAFFIC, una rete di monitoraggio creata e gestita congiuntamente da WWF e IUCN, ha attivato una sezione specifica per il controllo del bracconaggio e del contrabbando di anguille e cieche a livello internazionale favorendo la scoperta di realtà criminali dedite a questo traffico.
LIFEEL è un progetto italiano con l'obiettivo della salvaguardia dell'anguilla nel bacino del Po attraverso interventi come la mitigazione delle interruzioni della continuità fluviale, la conservazione di un adeguato pool di riproduttori in grado di effettuare la migrazione riproduttiva e il contrasto alla pesca illegale delle cieche. Inoltre LIFEEL effettua opera di sensibilizzazione e informazione a beneficio dei cittadini e dei portatori d'interesse. LIFEEL ha infine stabilito un protocollo per la valutazione del numero e dello stadio di maturazione dei riproduttori in migrazione aperto al cittadino secondo la filosofia della citizen science.
Il Sustainable Eel Group (SEG) è un'associazione scientifica attiva in tutta Europa con lo scopo di favorire la ripresa delle popolazioni di anguilla europea attraverso il contrasto a bracconaggio e contrabbando, il ripristino della continuità fluviale e la reintroduzione in natura di anguille. Il Sustainable Eel Group pubblica regolarmente aggiornamenti sulla situazione del traffico illegale di anguille e da ha stabilito un marchio di qualità (SEG Standard) per l'anguilla da consumo pescata in maniera sostenibile con tecniche selettive e dietro adeguate compensazioni ambientali attraverso il rilascio di riproduttori in natura.

### Riproduzione artificiale

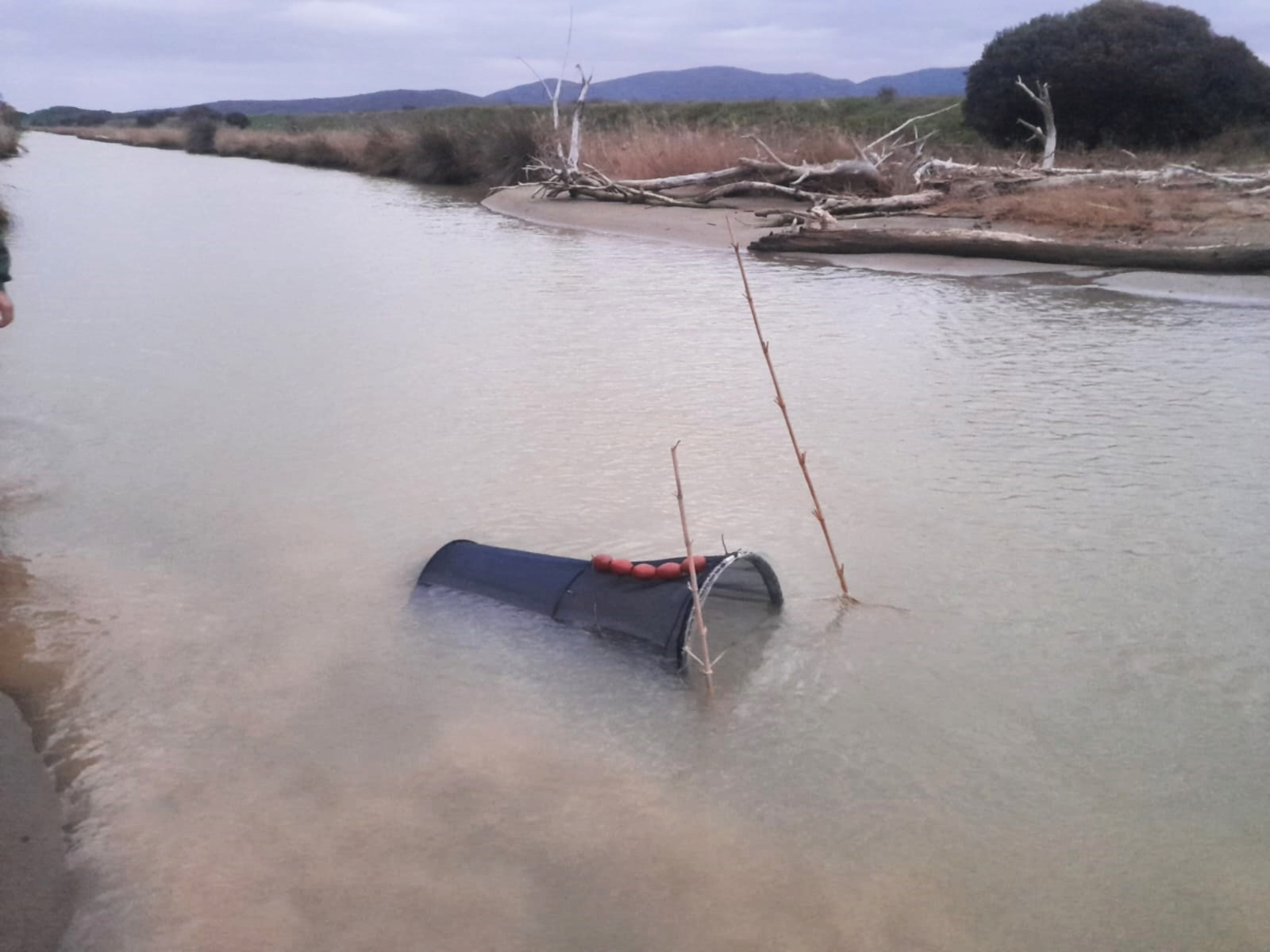
Nassa per il monitoraggio scientifico della risalita delle cieche

La riproduzione artificiale dell'anguilla europea viene tentata dal 1997 ma non si è ancora riusciti a completare il ciclo almeno fino allo stadio di cieca, sebbene la ricerca in merito abbia dato risultati promettenti. La chiusura del ciclo riproduttivo in cattività è considerata la strada maestra per un'acquacoltura sostenibile dedicata a questa specie e per il miglioramento dello stato di conservazione delle popolazioni naturali. Diverso il caso dell'anguilla giapponese in cui si è riusciti a produrre cieche a partire dai gameti fin dal 2003. Il compito presenta numerose difficoltà:  l'alimentazione dei riproduttori in crescita deve fornire il giusto apporto di determinati nutrienti perché possano fornire gameti di buona qualità e di conseguenza larve vitali, l'induzione della maturità sessuale attraverso terapia ormonale deve seguire standard precisi e variabili da individuo a individuo, la fecondazione in vitro è anch'essa soggetta a tempistiche e metodologie precise pena un tasso di fecondazione molto basso. Questi problemi si possono dire, al 2025, risolti ma rimane ancora parzialmente irrisolto l'ultimo punto: l'allevamento delle larve con particolare riferimento all'alimentazione delle stesse. Il principale problema è che l'anguilla europea ha uno stadio di leptocefalo molto più lungo rispetto alle altre specie del genere durante il quale ha bisogno di risorse trofiche variabili in base alla fase di crescita. Allo scopo di scoprire l'alimento più adatto ai vari stadi di crescita delle larve sono state effettuate diverse crociere oceanografiche, soprattutto danesi, nel mar dei Sargassi dove avviene la riproduzione e il primissimo sviluppo larvale. La scoperta che l'alimentazione dei leptocefali si basa su particolari e specifici organismi dello zooplancton ha aperto nuovi campi di ricerca in merito.
Il primo protocollo di somministrazione di ormoni allo scopo di indurre la maturazione delle gonadi femminili risale al 2003 e si basa su quello impiegato con successo per Anguilla japonica, sebbene abbia offerto diverse difficoltà in più per quanto riguarda il dosaggio e la durata della somministrazione, altamente variabili in base allo stato di maturazione degli oociti in ogni femmina. Il farmaco utilizzato in quel caso fu un estratto di ghiandola pituitaria di salmone. Sempre durante lo stesso studio si ebbe la fecondazione e la schiusa di pre-leptocefali, che morirono subito dopo la schiusa. Nel 2007 un team danese riuscì a portare la sopravvivenza delle larve a 12 giorni. Questo risultato fu raggiunto grazie alla supplementazione dell'alimentazione delle anguille madri con l'amminoacido arginina che permise la nascita di larve con un sacco vitellino più sviluppato e in grado di sostentarle per un tempo più lungo, fino a una fase nella quale l'apparato digerente è sufficientemente sviluppato da permettere l'alimentazione autonoma. Lo sviluppo delle larve però non poté continuare a causa della mancanza di un mangime adeguato.
Nel 2012 si stabilì per la prima volta un vero e proprio protocollo di allevamento delle larve nella fase ad alimentazione autonoma denominato REEL (Reproduction of European Eel in Aquaculture). Il team internazionale a guida danese che si occupava del progetto REEL conseguì risultati parziali ma inimmaginabili fino a pochi anni prima quali il forte aumento percentuale delle uova fecondate sul totale, lo studio di alimenti per le larve in grado di sostentarle almeno per la prima fase di leptocefalo e lo sviluppo di contenitori e tecniche di allevamento molto più efficienti che hanno consentito la sopravvivenza delle larve fino a circa 20 giorni di età. Il protocollo REEL contempla anche innovazioni nel trattamento ormonale dei riproduttori con l'impiego di ormoni sintetici e non estratti da pesci somministrati in continuo attraverso impianti cutanei al fine di ridurre lo stress. Di poco successiva è la scoperta che un trattamento a temperatura di 10°-15°C della durata di 1-2 settimane prima della somministrazione di ormoni comporta una maggiore omogeneità nella maturazione sessuale in ambedue i sessi. Allo stesso modo una stabulazione in acqua a salinità marina di circa una settimana sembra migliorare sensibilmente la risposta alla successiva somministrazione ormonale e facilitare l'argentinizzazione dei riproduttori, così come porli in vasche speciali nelle quali sono obbligati a nuotare ininterrottamente per circa 6 settimane.
Nel 2016 la tecnica di nutrizione delle larve è stata profondamente rinnovata con buoni risultati. Sono stati utilizzati vari tipi di alimenti composti da rotiferi sia vivi che in pasta, uova di merluzzo, estratto di polpo e zooplancton in proporzioni variabili. L'alimento è stato somministrato in condizioni di luminosità ambientale di varia intensità. È stato rilevato che le percentuali maggiori di larve con cibo nel tubo digerente si riscontravano nelle vasche a cui veniva somministrata pasta di rotiferi ad intensità luminosa relativamente alta. Le larve si nutrivano sia nella zona pelagica che in quella bentonica delle vasche, sorprendentemente con preferenza per la seconda. Studi successivi hanno però evidenziato come l'alimento a base di rotiferi, benché accettato dalle larve, non risulti idoneo sotto il profilo nutrizionale e non permetta una lunga sopravvivenza delle stesse.

Video di una cieca che nuota

Gli anni 2020 hanno portato nuovi sviluppi con promettenti avanzamenti in vari segmenti del difficile compito, in particolare nello studio della riduzione della mortalità. La mortalità nell'immediato dopo schiusa era infatti in precedenza elevata e molto variabile in maniera del tutto impredicibile. Studi condotti attraverso l'analisi dei trascrittomi hanno permesso di giungere alla conclusione che uno dei fattori che portano ad alte mortalità sono infezioni batteriche causate dalla scarsa immunocompetenza delle larve. Un'altra causa di mortalità risulta essere la difficoltà nell'osmoregolazione delle giovani larve e la scarsa tolleranza a variazioni di salinità, soprattutto verso l'alto. Uno dei sistemi per ridurre la mortalità post schiusa è risultato essere il controllo dell'ambiente microbico degli allevamenti e il mantenimento di una salinità non elevata. Una riduzione della salinità pochi giorni dopo la schiusa della larva è risultata efficace nel migliorare i tassi di sopravvivenza nel primo, critico, periodo di vita e nel migliorare lo sfruttamento delle risorse energetiche del sacco vitellino fino all'alimentazione autonoma. Parallelamente sono stati fatti importanti progressi anche nel campo dello sviluppo di un alimento idoneo per le larve in grado di alimentarsi portando per la prima volta alla sopravvivenza in condizioni di buona nutrizione delle larve oltre alla soglia dei 20-22 giorni dalla nascita, prima insuperabile. La dieta più efficace per la sopravvivenza delle larve era composta da uova di spinarolo, estratti di krill e proteine del siero di latte, con un contenuto di proteine di circa il 60% e di lipidi di circa il 30%. Con questa dieta le larve sono sopravvissute fino all'età-record di 120 giorni dopo la schiusa quando erano pienamente entrate nello stadio di leptocefalo e la lunghezza raggiungeva 15 mm con una sopravvivenza del 46% circa, risultati pienamente comparabili con quelli ottenuti per A. japonica.
Numerosi sono i campi di ricerca su cui si sta lavorando nella ricerca di un alimento idoneo per le larve. Ad esempio la somministrazione di alimento a base di proteine di pesce o di crostacei predigerita con enzimi ha dato risultati molto promettenti, ed è allo studio l'alimentazione dei leptocefali con prede vive, soprattutto rotiferi. Infine la supplementazione di vitamina C e vitamina E sembra migliorare fortemente la sopravvivenza delle giovani larve.

### Biologia generale
- (EN) Ciccotti E. e Morello E.B. (a cura di), European eel in the Mediterranean Sea – Outcomes of the GFCM Research programme, collana General Fisheries Commission for the Mediterranean Studies and Reviews, n. 103, Roma, FAO, 2023.
- Costa F., Atlante dei pesci dei mari italiani, Milano, Mursia, 1991, ISBN 8842510033.
- (EN) Deelder C.L., Synopsis of biological data on the eel, Anguilla anguilla (Linnaeus, 1758), in FAO Fisheries Synopsis (FAO), vol. 1, n. 80, 1984.
- Fortini N., Nuovo atlante dei pesci delle acque interne italiane, Aracne, 2016, ISBN 978-88-548-9494-5.
- (EN) van Ginneken V. e Maes G.E., The European eel (Anguilla anguilla, Linnaeus), its Lifecycle, Evolution and Reproduction: A Literature Review, in Reviews in Fish Biology and Fisheries, vol. 15, n. 4, 2005,  pp. 367–398, DOI:10.1007/s11160-006-0005-8.
- (EN) Kottelat M. e Freyhof J., Handbook of European Freshwater Fishes, Cornol (CH), Publications Kottelat, 2007, ISBN 88-7021-299-8.
- Louisy P., Guida all'identificazione dei pesci marini d'Europa e del Mediterraneo, Trezzano sul Naviglio (MI), Il Castello, 2020, ISBN 978-8827601365.
- Piazzini S., Favilli L. e Manganelli G., Atlante dei Pesci della provincia di Siena (PDF), n. 5, Siena, Sistema delle Riserve Naturali della Provincia di Siena Quaderni Naturalistici, 2016.
- Porcellotti S., Pesci d'Italia, Ittiofauna delle acque dolci, Edizioni PLAN, 2005, ISBN 88-88719-14-8.
- (EN) Tesch F.W., The Eel - Third edition, a cura di J.E. Thorpe, Oxford (UK), Blackwell Science, 2007, DOI:10.1002/9780470995389, ISBN 9780632063895.
- Tortonese E., Osteichthyes: pesci ossei. Vol. 1, collana Fauna d'Italia, Bologna, Calderini, 1975, ISBN 9788870190977.
- Zerunian S., Condannati all'estinzione? Biodiversità, biologia, minacce e strategie di conservazione dei Pesci d'acqua dolce indigeni in Italia, Bologna, Edagricole, 2002, ISBN 9788850647781.

### Biologia evolutiva
- (EN) Aoyama J., Origin and Evolution of the Freshwater Eels, Genus Anguilla, in Aida K., Tsukamoto K. e Yamauchi K. (a cura di), Eel Biology, Tokyo, Springer Japan, 2003,  pp. 10–29, DOI:10.1007/978-4-431-65907-5_2.
- (EN) Tsukamoto K., Aoyama J. e Miller M.J., Migration, speciation, and the evolution of diadromy in anguillid eels (PDF), in Canadian Journal of Fisheries and Aquatic Sciences, vol. 59, n. 12, 2011,  pp. 1989–1998, DOI:10.1139/f02-165.

### Ecologia
- (EN) Aquiloni L., Brusconi S., Cecchinelli E., Tricarico E., Mazza G., Paglianti A. e Gherardi F., Biological control of invasive populations of crayfish: The European eel (Anguilla anguilla) as a predator of Procambarus clarkii (PDF), in Biological invasions, vol. 12, 2010,  pp. 3817–3824, DOI:10.1007/s10530-010-9774-z.
- (EN) Arai T., Kotake A. e McCarthy T.K., Habitat use by the European eel Anguilla anguilla in Irish waters, in Estuarine, Coastal and Shelf Science, vol. 67, n. 4, 2006,  pp. 569–578, DOI:10.1016/j.ecss.2006.01.001.
- (EN) Arai T., Migration ecology in the freshwater eels of the genus Anguilla Schrank, 1798, in Tropical Ecology, vol. 63, n. 2, 2022,  pp. 155–170, DOI:10.1007/s42965-021-00217-7.
- (EN) Capoccioni F., Yin D.Y., Iizuka Y., Tzeng W.N. e Ciccotti E., Phenotypic plasticity in habitat use and growth of the European eel (Anguilla anguilla) in transitional waters in the Mediterranean area (PDF), in Ecology of Freshwater Fish, vol. 23, n. 1, 2014,  pp. 65–76, DOI:10.1111/eff.12049.
- (EN) Costa J.L., Assis C.A., Almeida P.R., Moreira F. e Costa M.J., On the food of the European eel, Anguilla anguilla (L.), in the upper zone of the Tagus estuary, Portugal, in Journal of Fish Biology, vol. 45, n. 1, 1992,  pp. 841–850, DOI:10.1111/j.1095-8649.1992.tb02712.x.
- (EN) Daverat F., Limburg K.E., Thibault I., Shiao J., Dodson J.J., Caron F., Tzeng W., Iizuka Y. e Wickström H., Phenotypic plasticity of habitat use by three temperate eel species, Anguilla anguilla, A. japonica and A. rostrata (PDF), in Marine Ecology Progress Series, vol. 308, 2006,  pp. 231–241, DOI:10.3354/meps308231.
- (EN) Denis J., Rabhi K., Le Loc'h F., Ben Rais Lasram F., Boutin K., Kazour M., Diop M., Gruselle M. e Amara R., Role of estuarine habitats for the feeding ecology of the European eel (Anguilla anguilla L.)., in PLoS One, vol. 17, n. 7, 2022,  pp. e0270348, DOI:10.1371/journal.pone.0270348.
- (EN) Harrod C., Grey J., McCarthy T.K. e Morrissey M., Stable isotope analyses provide new insights into ecological plasticity in a mixohaline population of European eel. (PDF), in Oecologia, vol. 144, 2005,  pp. 673–683, DOI:10.1007/s00442-005-0161-x.
- (EN) Laffaille P., Feunteun E., Baisez A., Robinet T., Acou A., Legault A. e Lek S., Spatial organisation of European eel (Anguilla anguilla L.) in a small catchment (PDF), in Ecology of Freshwater Fish, vol. 12, n. 4, 2003,  pp. 254–264, DOI:10.1046/j.1600-0633.2003.00021.x.
- (EN) Robins C.R., Cohen D.M. e Robins C.H., The Eels, Anguilla and Histiobranchus, Photographed on the Floor of the Deep Atlantic in the Bahamas, in Bulletin of Marine Science, vol. 29, n. 3, 1979,  pp. 401–405.
- (EN) Roudbar A.J., Vatandoust S., Eagderi S., Jafari S. e Mousavi-Sabet H., Freshwater fishes of Iran; an updated checklist, in AACL Bioflux, vol. 8, n. 6, 2015,  pp. 855–909.
- (EN) Schulze T., Kahl U., Radke R.J. e Benndorf J., Consumption, abundance and habitat use of Anguilla anguilla in a mesotrophic reservoir, in Journal of Fish Biology, vol. 65, 2004,  pp. 1543–1562, DOI:10.1111/j.1095-8649.2004.00565.x.
- (EN) Sinha V.R.P. e Jones J.V., On the sex and distribution of the freshwater eel (Anguilla anguilla), in Journal of Zoology, vol. 150, n. 3, 1966,  pp. 371–385, DOI:10.1111/j.1469-7998.1966.tb03012.x.
- (EN) Tesch F.W., Changes in swimrning depth and direction of silver eels (Anguilla anguilla L.) from the continental shelf to the deep sea (PDF), in Aquatic Living Resources, vol. 2, 1989,  pp. 9–20, DOI:10.1051/alr:1989002.
- (EN) Tzeng W.N., Wang C.H., Wickström H. e Reizenstein M., Occurrence of the semi-catadromous European Eel Anguilla anguilla in the Baltic Sea (PDF), in Marine Biology, vol. 137, 2000,  pp. 93–98, DOI:10.1007/s002270000330.

### Fisiologia
- (EN) Alcaide E., Herraiz S. e Esteve C., Occurrence of Edwardsiella tarda in wild European eels Anguilla anguilla from Mediterranean Spain (PDF), in Diseases of aquatic organisms, vol. 73, n. 1, 2006,  pp. 77–81, DOI:10.3354/dao073077.
- (EN) Pelster B., Swimbladder function and the spawning migration of the European eel Anguilla anguilla, in Frontiers in Physiology, vol. 5, 2015,  p. 486, DOI:10.3389/fphys.2014.00486.
- (EN) Pelster B., Swimbladder Function in the European Eel Anguilla anguilla, in Fishes, vol. 8, n. 3, 2023,  p. 125, DOI:10.3390/fishes8030125.
- (EN) Wood P. e Partridge J.C., Opsin Substitution Induced in Retinal Rods of the Eel (Anguilla anguilla (L.)): A Model for G-Protein-Linked Receptors, in Proceedings of the Royal Society B, vol. 254, n. 1341, 1995,  pp. 227–232, DOI:10.1098/rspb.1993.0150.
- (EN) Yoshida M., Sone S. e Shiomi, Purification and characterization of a proteinaceous toxin from the Serum of Japanese eel Anguilla japonica, in The Protein Journal, vol. 27, 7–8, 2008,  pp. 450–454, DOI:10.1007/s10930-008-9155-y.

### Riproduzione, migrazione e sviluppo
- (EN) Boëtius I. e Boëtius J., Experimental maturation of female silver eels, Anguilla anguilla. Estimates of fecundity and energy reserves for migration and spawning (PDF), in Dana, vol. 1, 1980,  pp. 1–28.
- (EN) Bonhommeau S., Castonguay M., Rivot E., Richard S. e Le Pape O., The duration of migration of Atlantic Anguilla larvae, in Fish and Fisheries, vol. 11, n. 3, 2010,  pp. 289–306, DOI:10.1111/j.1467-2979.2010.00362.x.
- (EN) Cornejo R., Origins of a theory of psychic temporality in Freud: The study of eels and the Darwinist influence of Carl Claus, in The International Journal of Psychoanalysis, vol. 99, n. 2, 2018,  pp. 450–467, DOI:10.1080/00207578.2017.1399062.
- (EN) Feunteun E., Acou A., Laffaille P. e Legault A., European eel (Anguilla anguilla): prediction of spawner escapement from continental population parameters, in Canadian journal of fisheries and aquatic sciences, vol. 57, n. 8, 2000,  pp. 1627–1635, DOI:10.1139/cjfas-57-8-1627.
- (EN) van Ginneken V.J.T, Simulated migration of European eel (Anguilla anguilla, Linnaeus 1758), Wageningen (NL), Wageningen University and Research, 2006.
- (EN) Guarniero I., Cariani A., Ferrari A., Sulliotti V., Emmanuele P., Casalini A., Tinti F. e Mordenti O., Sexual behaviour and reproductive performance of the endangered European eel Anguilla anguilla (Linnaeus, 1758) based on direct observations and paternity assignment in semi-natural conditions, in Aquaculture Reports, vol. 16, 2020,  p. 100258, DOI:10.1016/j.aqrep.2019.100258.
- (EN) Hsu H.Y., Hsiung K.M. e Han Y.S., Migratory life cycle of Anguilla anguilla: a mirror symmetry with A. japonica, in Journal of Fish Biology, vol. 106, n. 2, 2024,  pp. 138–156, DOI:10.1111/jfb.15966.
- (EN) Lanzoni M., Gavioli A., Castaldelli G., Aschonitis V. e Milardi M., Swoon over the moon: the influence of environmental factors on glass eels entering Mediterranean coastal lagoons, in Coastal and Shelf Science, vol. 264, 2022,  p. 107668, DOI:10.1016/j.ecss.2021.107668.
- (EN) Lecomte-Finiger R., Growth history and age at recruitment of European glass eels (Anguilla anguilla) as revealed by otolith microstructure (PDF), in Marine Biology, vol. 114, 1992,  pp. 205–210, DOI:10.1007/BF00349520.
- (EN) Miller M.J., Ecology of Anguilliform Leptocephali: Remarkable Transparent Fish Larvae of the Ocean Surface Layer, in Aqua-BioScience Monographs, vol. 2, n. 4, 2009,  pp. 1–94, DOI:10.5047/absm.2009.00204.0001.
- (EN) Mochioka N. e Iwamizu M., Diet of anguilloid larvae: leptocephali feed selectively on larvacean houses and fecal pellets, in Marine Biology, vol. 125, 1996,  pp. 447–452, DOI:10.1007/BF00353257.
- (EN) Palm S., Dannewitz J., Prestegaard T. e Wickström H., Panmixia in European eel revisited: no genetic difference between maturing adults from southern and northern Europe (PDF), in Heredity, vol. 103, n. 1, 2009,  pp. 82–89, DOI:10.1038/hdy.2009.51.
- (EN) Riemann L., Alfredsson H., Hansen M.M., Als T.D., Nielsen T.G., Munk P., Aarestrup K., Maes G.E., Sparholt H., Petersen M.I., Bachler M. e Castonguay M., Qualitative assessment of the diet of European eel larvae in the Sargasso Sea resolved by DNA barcoding, in Biology Letters, vol. 6, n. 6, 2010,  pp. 819–822, DOI:10.1098/rsbl.2010.0411.
- (EN) Righton D., Westerberg H., Feunteun E., Økland F., Gargan P., Amilhat E., Metcalfe J., Lobon-Cervia J., Sjöberg N., Simon J., Acou A., Vedor M., Walker A., Trancart T., Brämick U. e Aarestrup K., Empirical observations of the spawning migration of European eels: The long and dangerous road to the Sargasso Sea, in Science Advances, vol. 2, n. 10, 2016,  p. e1501694, DOI:10.1126/sciadv.1501694.
- (EN) Schmidt J., Danish Researches in the Atlantic and Mediterranean on the Life-History of the Freshwater-Eel (Anguilla vulgaris, Turt.). With notes on other species.) with Plates IV—IX and 2 Text-figures, in Internationale Revue der Gesamten Hydrobiologie und Hydrographie, vol. 5, 2–3, 1912,  pp. 317–342, DOI:10.1002/iroh.19120050207.
- (EN) Tesch F.W., The Sargasso Sea Eel Expedition 1979 (PDF), in Helgoländer Meeresuntersuchungen, vol. 35, 1982,  pp. 263–277, DOI:10.1007/BF02006135.
- (EN) van Utrecht W.L. e Holleboom M.A., Notes on eel larvae (Anguilla anguilla Linnaeus, 1758) from the central and eastern North Atlantic and on glass eels from the European continental shelf (PDF), in Bijdragen tot de Dierkunde, vol. 55, n. 2, 1985,  pp. 249–262.
- (EN) Wang C.H. e Tzeng W.N., The timing of metamorphosis and growth rates of American and European eel leptocephali:: A mechanism of larval segregative migration, in Fisheries Research, vol. 46, n. 1-3, 2000,  pp. 191–205, DOI:10.1016/S0165-7836(00)00146-6.
- (DA) Winge Ø. e Tåning Å.V., Naturforskeren Johannes Schmidt. Hans liv of ekspeditioner, Copenhagen, Gylendal, 1947.
- (EN) Wright R.M., Piper A.T., Aarestrup K., Azevedo J.M.N., Cowan G., Don A., Gollock M., Rodriguez Ramallo S., Velterop R., Walker A., n Westerberg H. e Righton D., First direct evidence of adult European eels migrating to their breeding place in the Sargasso Sea (PDF), in Scientific Reports, vol. 12, n. 1, 2022,  p. 15362, DOI:10.1038/s41598-022-19248-8.

### Pesca, allevamento e riproduzione artificiale
- (EN) Altın A. e Ayyıldız H., Assessing the status and management of European eel, Anguilla anguilla (Linnaeus 1758) fisheries in Türkiye: Trends, challenges, and conservation strategies (2019-2023), in Marine and Life Sciences, vol. 6, n. 2, 2024,  pp. 58–63, DOI:10.51756/marlife.1540493.
- (EN) Asturiano J.F., Chapter 14 - Improvements on the Reproductive Control of the European Eel, in Asturiano J.F. e Manabu Y. (a cura di), Reproduction in aquatic animals: from basic biology to aquaculture technology, Springer Nature, 2020,  pp. 293–320, DOI:10.1007/978-981-15-2290-1_15.
- (EN) Bandara K.A., Benini E., Politis S.N., Conceição L.E.C., Santos A., Sørensen S.R., Tomkiewicz J. e Vadstein O., Exploring bacterial community composition and immune gene expression of European eel larvae (Anguilla anguilla) in relation to firstfeeding diets, in PLoS ONE, vol. 18, n. 7, 2023,  p. e0288734, DOI:10.1371/journal.pone.0288734.
- (EN) Benini E., Engrola S., Politis S.N., Sørensen S.R., Nielsen A., Conceição L.E.C. e Santos A., Transition from endogenous to exogenous feeding in hatchery-cultured European eel larvae, in Aquaculture Reports, vol. 24, 2022,  p. 101159, DOI:10.1016/j.aqrep.2022.101159.
- (EN) Benini E., Bandara K.A., Politis S.N., Engrola S., Nielsen A., Conceição L.E.C., Santos A., Sørensen S.R. e Tomkiewicz J., Exploring first-feeding diets for European eel larval culture: Insights at morphological, nutritional, and molecular levels, in PLoS ONE, vol. 18, n. 4, 2023,  p. e0283680, DOI:10.1371/journal.pone.0283680.
- (EN) Butts I.A.E., Sørensen S.R., Politis S.N. e Tomkiewicz J., First-feeding by European eel larvae: A step towards closing the life cycle in captivity, in Aquaculture, vol. 464, 2016,  pp. 451–458, DOI:10.1016/j.aquaculture.2016.07.028.
- (EN) ICES, European eel (Anguilla anguilla) throughout its natural range, Report of the ICES Advisory Committee, 2022, DOI:10.17895/ices.advice.19772374.
- (EN) Jéhannet P., Palstra A.P., Heinsbroek L.T.N., Kruijt L., Dirks R.P., Swinkels W. e Komen H., What Goes Wrong during Early Development of Artificially Reproduced European Eel Anguilla anguilla? Clues from the Larval Transcriptome and Gene Expression Patterns, in Animals, vol. 11, 2021,  p. 1710, DOI:10.3390/ani11061710.
- (EN) Liao I.C., Hsu Y.K. e Lee W.C., Technical innovations in eel culture systems, in Reviews In Fisheries Science, vol. 10, n. 3-4, 2002,  pp. 433–450, DOI:10.1080/20026491051730.
- (EN) Pedersen B.H., Induced sexual maturation of the European eel Anguilla anguilla and fertilisation of the eggs, in Aquaculture, vol. 224, n. 1-4, 2003,  pp. 323–338, DOI:10.1016/S0044-8486(03)00242-4.
- (EN) Politis S.N., Sørensen S.R., Mazurais D., Servili A., Zambonino-Infante J.L., Miest J.J., Clemmesen C.M., Tomkiewicz J. e Butts I.A.E., Molecular Ontogeny of First-Feeding European Eel Larvae, in Frontiers in physiology, vol. 9, 2018,  p. 1477, DOI:10.3389/fphys.2018.01477.
- (EN) Politis S.N., Syropoulou E., Benini E., Bertolini F., Sørensen S.R., Miest J.J., Butts I.A.E. e Tomkiewicz J., Performance thresholds of hatchery produced European eel larvae reared at different salinity regimes, in Aquaculture, vol. 539, 2021,  p. 736651, DOI:10.1016/j.aquaculture.2021.736651.
- (EN) Syropoulou E., Benini E., Sørensen S.R., Butts I.A.E., Tomkiewicz J. e Politis S.N., Early and abrupt salinity reduction impacts European eel larval culture (PDF), in Fish Physiology and Biochemistry, vol. 48, n. 2, 2022,  pp. 355–366, DOI:10.1007/s10695-022-01056-6.
- (EN) Tanaka H., Kagawa H., Ohta H., Unuma T. e Nomura K., The first production of glass eel in captivity: Fish reproductive physiology facilitates great progress in aquaculture, in Fish Physiology and Biochemistry, vol. 28, n. 1, 2003,  pp. 493–497, DOI:10.1023/B:FISH.0000030638.56031.ed.
- (EN) Tomkiewicz J., Tybjerg L., Støttrup J., McEvoy F., Ravn P., Sørensen S.R., Lauesen P., Graver C., Munk P., Holst L.K., Vestbö B., Svalastoga E., Jacobsen C., Holst B., Steenfeldt S.J., Buelund L., Hornum T. e Kofoed T., Reproduction of European Eel in Aquaculture (REEL): Consolidation and new production methods (PDF), a cura di Tomkiewicz J., collana DTU Aqua-rapport, n. 249-2012, DTU Aqua, 2012, ISBN 978-87-7481-154-1, ISSN 1395-8216 (WC · ACNP).
- (EN) Tomkiewicz J., Politis S.N., Sørensen S.R., Butts I.A.E. e Kottmann J.S., European eel – an integrated approach to establish eel hatchery technology in Denmark (PDF), in Don A. e Coulson P. (a cura di), Eels Biology, Monitoring, Management, Culture and Exploitation: Proceedings of the First International Eel Science Symposium, Sheffield, UK, 5m Publishing, 2019,  pp. 341–374.

### Conservazione
- (EN) van Banning P. e Haenen O.L.M., Chapter 2 - Effects of the swimbladder nematode Anguillicola crassus in wild and farmed eel, Anguilla anguilla (PDF), in Perkins F.O.. e Cheng T.C. (a cura di), Pathology in marine science, Elsevier, 2012,  pp. 22–35, DOI:10.1016/B978-0-12-550755-4.50037-9.
- (EN) Belpaire C. e Goemans G., The European eel Anguilla anguilla, a rapporteur of the chemical status for the water framework directive?, in Vie et Milieu/Life & Environment, vol. 57, n. 4, 2007,  pp. 235–252.
- (EN) Bonhommeau S., Chassot E. e Rivot E., Fluctuations in European eel (Anguilla anguilla) recruitment resulting from environmental changes in the Sargasso Sea, in Fisheries Oceanography, vol. 17, n. 1, 2008,  pp. 32–44, DOI:10.1111/j.1365-2419.2007.00453.x.
- (EN) Clarhäll A., Organisation and governance of Swedish eel management, Zenodo, 2024, DOI:10.5281/zenodo.14358251, ISBN 978-91-540-6227-0.
- (EN) Crook V. e Nakamura M., Assessing supply chain and market impacts of a CITES listing on Anguilla species (PDF), in Traffic Bulletin, vol. 25, n. 1, 2013,  pp. 24–30.
- (EN) Dekker W., Did lack of spawners cause the collapse of the European eel, Anguilla anguilla? (PDF), in Fisheries Management and ecology, vol. 10, 2003,  pp. 365–376, DOI:10.1111/j.1365-2400.2003.00352.x.
- (EN) Dekker W., Management of the eel is slipping through our hands! Distribute control and orchestrate national protection (PDF), in ICES Journal of Marine Science, vol. 73, 10 fsw094, 2016,  pp. 2442–2452, DOI:10.1093/icesjms/fsw094.
- (EN) Dekker W., The history of commercial fisheries for European eel commenced only a century ago, in Fisheries Management and Ecology, vol. 26, n. 1, 2018,  pp. 6–19, DOI:10.1111/fme.12302.
- (EN) Feunteun E., Management and restoration of European eel population (Anguilla anguilla): An impossible bargain (PDF), in Ecological Engineering, vol. 18, 2002,  pp. 575–591, DOI:10.1016/S0925-8574(02)00021-6.
- (EN) van Ginneken V., Palstra A., Leonards P., Nieveen M., van den Berg H., Flik G., Spanings T., Niemantsverdriet P., van den Thillart G. e Murk A., PCBs and the energy cost of migration in the European eel (Anguilla anguilla L.) (PDF), in Aquatic Toxicology, vol. 92, n. 4, 2009,  pp. 213–220, DOI:10.1016/j.aquatox.2009.01.004.
- (EN) Gollock M.J., Kennedy C.R. e Brown J.A., European eels, Anguilla anguilla (L.), infected with Anguillicola crassus exhibit a more pronounced stress response to severe hypoxia than uninfected eels (abstract), in Journal of fish diseases, vol. 28, n. 7, 2005,  pp. 429–436, DOI:10.1111/j.1365-2761.2005.00649.x.
- (EN) Pacheco M. e Santos M.A., Biotransformation, genotoxic, and histopathological effects of environmental contaminants in European eel (Anguilla anguilla L.) (PDF), in Ecotoxicology and environmental safety, vol. 53, n. 3, 2002,  pp. 331–347, DOI:10.1016/S0147-6513(02)00017-9.
- (EN) Palstra A.P., van Ginneken V.J.T., Murk A.J. e van den Thillart G.E.E.J.M., Are dioxin-like contaminants responsible for the eel (Anguilla anguilla) drama? (PDF), in Naturwissenschaften, vol. 93, 2006,  pp. 145–148, DOI:10.1007/s00114-005-0080-z.
- (EN) Pierron F., Baudrimont M., Bossy A., Bourdineaud J.P., Brèthes D., Elie P. e Massabuau J.C., Impairment of lipid storage by cadmium in the European eel (Anguilla anguilla), in Aquatic Toxicology, vol. 81, n. 3, 2007,  pp. 304–311, DOI:10.1016/j.aquatox.2006.12.014.
- (EN) Pike C., Crook V. e Gollock M., Anguilla anguilla. The IUCN Red List of Threatened Species 2020, IUCN, 2020, DOI:10.2305/IUCN.UK.2020-2.RLTS.T60344A152845178.en.
- (EN) Podda C., Palmas F., Pusceddu A. e Sabatini A., When the Eel Meets Dams: Larger Dams’ Long-Term Impacts on Anguilla anguilla (L., 1758), in Frontiers in environmental Science, vol. 10, 2022,  p. 876369, DOI:10.3389/fenvs.2022.876369.
- (EN) Sanauja I., Fernandez-Alacid L., Sangiacomo C. e Gisbert E., The hidden cost of illicit trade: Evaluating the physiological health of smuggled European glass eels (Anguilla anguilla), in Science of The Total Environment, vol. 960, 2025,  p. 178346, DOI:10.1016/j.scitotenv.2024.178346.
- (EN) Shiraishi H. e Crook V., Eel market dynamics: An analysis of Anguilla production, n. 58, Tokyo, TRAFFIC, 2015.
- (EN) Solomon D.J. e Beach M.H., Fish Pass design for Eel and Elver (Anguilla anguilla) (PDF), Technical Report W2–070/TR1, Bristol (UK), Environment Agency, 2004, ISBN 184432267X.
- (EN) Starkie A., Management issues relating to the European eel, Anguilla anguilla, in Fisheries Management and Ecology, vol. 10, n. 6, 2003,  pp. 361–364, DOI:10.1111/j.1365-2400.2003.00351.x.
- (EN) Stein F., Wong J.C.Y., Sheng V., Law S.W.C., Schröder B. e Baker D.M., First genetic evidence of illegal trade in endangered European eel (Anguilla anguilla) from Europe to Asia (PDF), in Conservation Genetics Resources, vol. 8, 2016,  pp. 355–537, DOI:10.1007/s12686-016-0576-1.
- (EN) Stein F., Wong J.C.Y., Sheng V., Law S.W.C., Schröder B. e Baker D.M., Erratum to: First genetic evidence of illegal trade in endangered European eel (Anguilla anguilla) from Europe to Asia (PDF), in Conservation Genetics Resources, vol. 8, 2016,  p. 539, DOI:10.1007/s12686-016-0588-x.
- (EN) Winter H.V., Jansen H.M. e Bruijs M.C.M., Assessing the impact of hydropower and fisheries on downstream migrating silver eel, Anguilla anguilla, by telemetry in the River Meuse, in Ecology of Freshwater Fish, vol. 15, n. 2, 2006,  pp. 221–228, DOI:10.1111/j.1600-0633.2006.00154.x.